# バズーカ

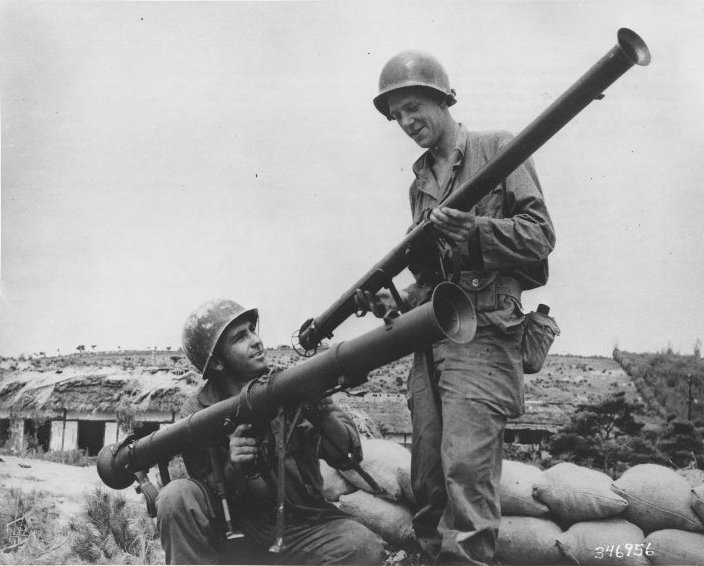
朝鮮戦争におけるM20スーパーバズーカ（左）とM9バズーカ（右）

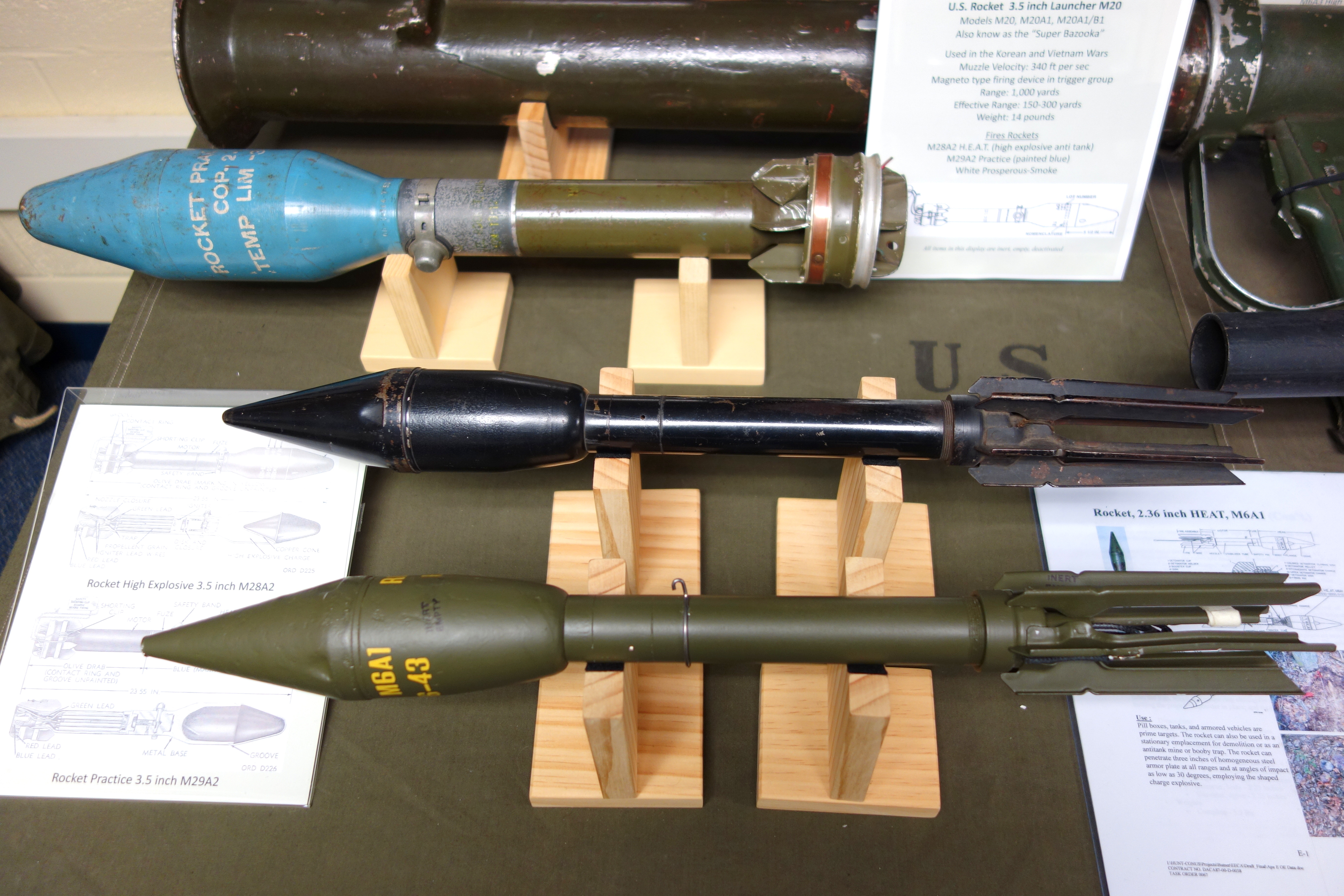
89mm（3.5インチ）ロケット弾（画像上）と60mm（2.36インチ）ロケット弾（画像中段および下）

バズーカ（英語: Bazooka）は、アメリカ合衆国で開発された携帯式対戦車ロケット弾発射器の愛称である。
戦後アメリカから西側諸国に多数が供与され、携帯対戦車兵器の代名詞的にもなったため、以来同様の対戦車ロケット弾発射器や無反動砲を一般名詞的に「バズーカ」と呼ぶこともある（後述#創作世界における「バズーカ」参照）。

## 概要
主に装甲戦闘車両やトーチカを攻撃するための兵器で、外見は無反動砲と非常に類似しているが、バズーカは弾体自身だけで加速・自力飛翔できる構造のロケット弾を撃ち出す「発射器（ランチャー）」であるのに対し、無反動砲は（砲身無しでは推進力にならない構造の）発射薬を備え、その燃焼ガスを一部後ろ向きに噴出することで反動を相殺する「砲」であるという点で異なっている。

無反動砲同様、後方爆風（バックブラスト）が発生するため発射器の後方に物や壁があってはいけないことと、仰角を付け過ぎると射手後方の土砂などが吹き飛ばされ危険なこと、後方爆風によって巻き上がる土煙で射手の位置を容易に特定されてしまうなどの運用面の弱点が存在する。また、ロケット弾は発射と同時に後方に燃焼炎と燃え滓を噴射するのも難点の一つで、狭い場所では運用者と周辺の人員が負傷する恐れがあった。
ロケット弾発射器は同口径であれば砲に比べて軽量であり、手軽な反面、砲弾に比べて発射するロケット弾の初速が低く、装甲目標に対する貫通力に劣るという欠点があるが、初速の遅い砲弾でも高い装甲貫通力を発揮させる成型炸薬弾頭（HEAT）の実用化により、当時の戦車に対して非常に有効な歩兵用携行火器となった。

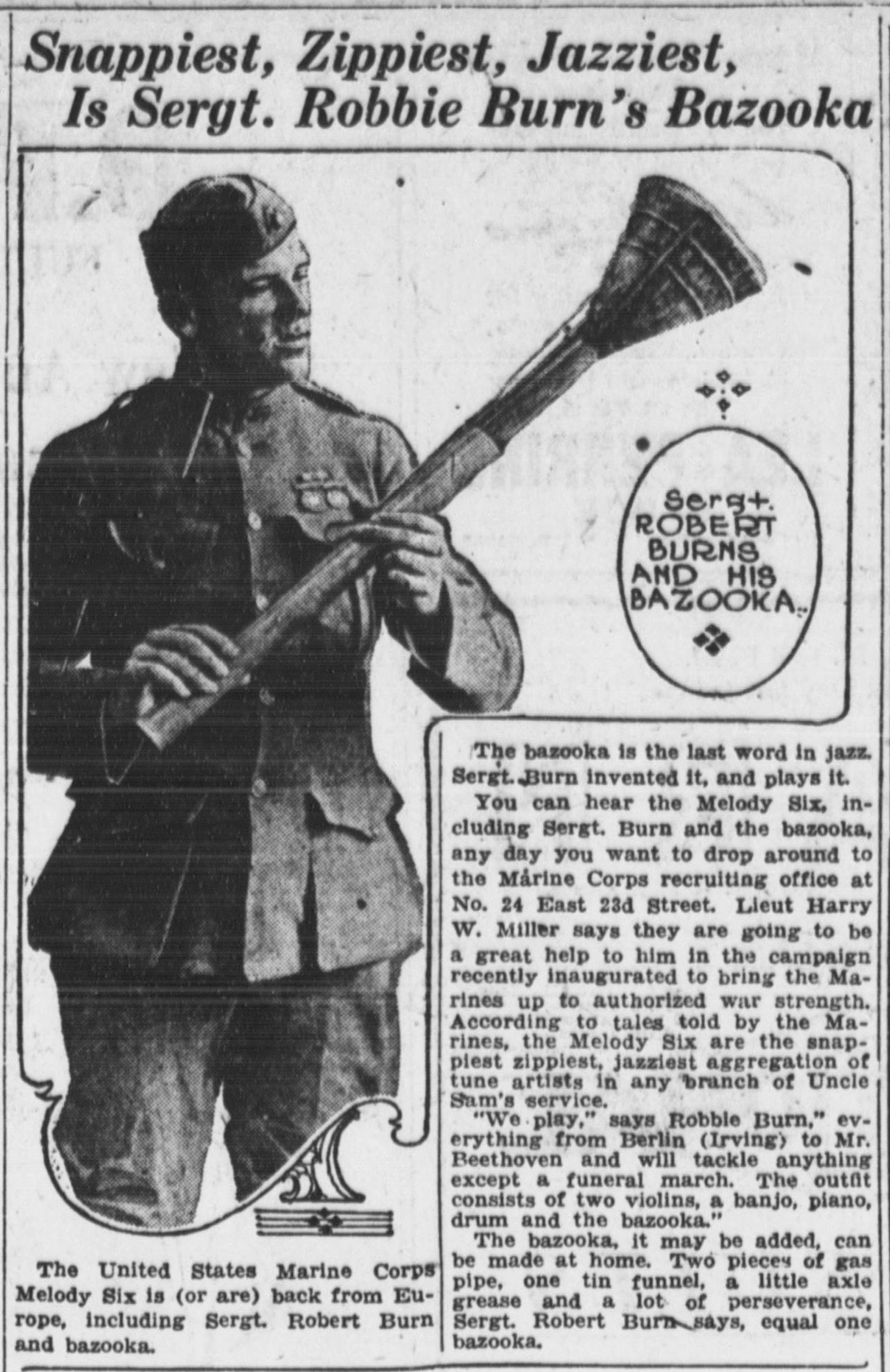
バズーカを持つボブ・バーンズ
ニューヨークの地方紙の一つ『The Evening World(英語版)』1919年9月3日号に掲載された記事
第一次世界大戦中、バーンズは海兵隊軍曹として海兵隊ジャズバンドを率いてフランスに赴き、戦前に考案していたバズーカも持参した

「バズーカ（Bazooka）」という愛称は、開発当時のアメリカで有名であった音楽コメディアンボブ・バーンズが愛用した自作の楽器に由来する。この楽器は1つの漏斗と2つのガスパイプを組み合わせた単純な構造の金管楽器で、バーンズが著名なコメディアンであることに伴い、この“バズーカ”も著名だった。
第2次世界大戦中、兵士たちはM1A1及びM9のラッパ状に広がったデフレクター（吹き返し防止装置）の形状をこの楽器に見立て、“バズーカ（Bazooka）”と通称するようになった。
公式にバズーカ（英語: Bazooka）の名称で呼ばれるものには、大きく分けて第二次世界大戦で使用された60mm(2.36インチ)口径型と、朝鮮戦争以降使用されるようになった89mm(3.5
インチ)口径型がある。アメリカ陸軍における正式な名称は各モデルともRocket Launcher（ロケット発射器）で、例えばM1バズーカの制式名称はRocket Launcher, Anti Tank, M1（M1 対戦車ロケット発射器）である。また、89mm口径型はスーパーバズーカ（Super Bazooka）の愛称でも呼ばれた。
アメリカ軍欧州戦域総司令官を務めたドワイト・D・アイゼンハワーは、“第二次世界大戦を勝利に導いた兵器”として、「原子爆弾」「C-47輸送機」「ジープ（ウィリスMB／フォードGPW小型四輪駆動車）」、そしてこのバズーカを挙げている。

## 開発

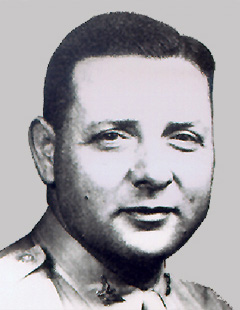
開発主任を勤めたレスリー・A・スキナー大佐
（1940年頃の撮影）

1942年、陸軍武器科士官のエドワード・ユール中尉とレスリー・A・スキナー大佐（Leslie A. Skinner）が共同で開発した。また、個人携行の対戦車ロケット発射器というコンセプト自体は第一次世界大戦中にロケット兵器の研究を行っていたロバート・ゴダード博士とクラレンス・N・ヒックマン博士によって提唱されたものである。ゴダードは1920年代から別のプロジェクトに着手していたが、ヒックマンは国防研究委員会ロケット兵器部長として1940年代のロケット兵器開発を主導し、バズーカ自体の開発にも携わっている。
当時、第二次世界大戦の勃発に伴いアメリカ軍ではモンロー/ノイマン効果を用いた成形炸薬を弾頭に持つ歩兵用携行対戦車兵器の開発を進め、手榴弾と小銃擲弾として開発されていた。しかし、これらは人間が手で投げるには少々重すぎ、小銃擲弾であっても対戦車兵器としては射程が短すぎる、という難点があり、また成形炸薬弾として最良の効果を発揮する状態で着弾させるのが難しい、という問題もあった。

世界で最初に製作された“チューブ式ロケット推進擲弾発射装置”の試作品、"ORIGINAL BAZOOKA"のグリップ部
"MAY 1942"と記されている他、ヒックマン、スキナー、ユールら開発チームのサインが書き込まれている

この問題に対して、スキナー大佐率いる開発チームは「小銃擲弾をロケット推進式とする」というアイディアを発案した。当初、このロケット推進擲弾はむき出しのレールに載せて発射する方向で構想されていたため、「射手がレールからロケット弾を取り落とさないように安定して構えるにはどのようなレール形状にするべきであるか」「ロケット弾を発射した際の噴炎からどうやって射手を防護するか」ということが問題であったが、ユールが「ロケット弾を弾頭直径と同じ内径を持つ鉄パイプに装填して発射する」という方法を思いつき、1942年5月、スクラップヤードに集積されていた廃材から「チューブ式のロケット推進擲弾発射筒」を製作、試作品の結果が良好であったことから、同年6月14日には正式な試作品であるT1が完成した。
開発チーム手製の試作品、およびT1を用いた1942年5、6月に行われた試験の結果、T1から発射する2.36インチ成形炸薬弾頭ロケット弾は、100ヤード(91.44m)の距離で3インチ(76.2mm)の装甲板を貫通することができ、即座に2.36 inch Rocket Launcher, M1として採用された。

## 運用
極めて単純で安価なこの兵器は、基本としては射手と装填手の2名により運用される。射手が発射器を肩に担いで構え、装填手が後部から弾頭の安全ピンを抜いたロケット弾を装填してロケット弾と発射筒を電気的に接続、発射準備が完了した後、装填手は後方爆風を浴びない位置に移動して射手の鉄帽を叩いて合図し、射手は最終的な照準をつけた後に発射する。装填を射手自身が行うならば、発射準備に時間を要するものの、射手単独でも運用可能である。

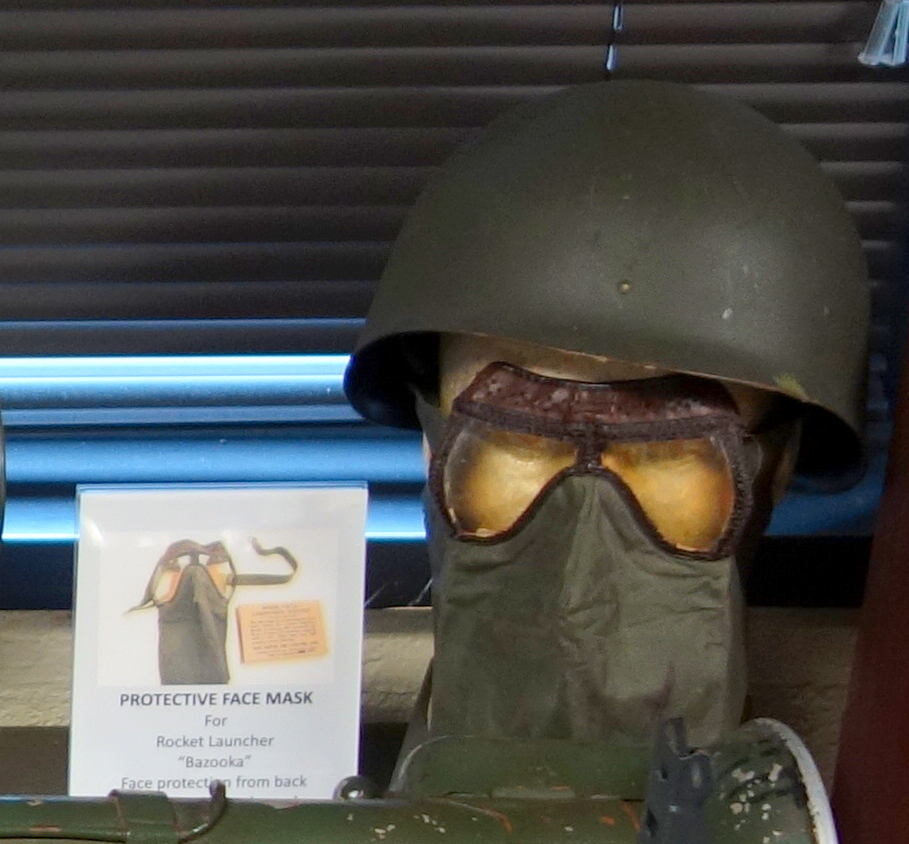
バズーカ使用時のための防護用顔面マスク（Protective face mask for bazooka）

発射すると筒口から飛翔していくロケットの燃えかすが射手の顔面に吹き付けるため、初期には発射時にはこれを避けるために射手にはガスマスク流用の防護用の面と手袋の着用が必須となっていた（後には顔面を覆うフェイスマスク付きゴーグルが弾薬に同梱されるようになった）が、改良されると筒先にデフレクター（吹き返し防止装置：初期にはラッパ状に広がった金網製のざる型のものが筒口近くに装着され、後には筒口そのものがラッパ状に広がった形状となった）が装備され、防炎装備がなくとも発射することが可能となった。
最初のモデルであるM1は1942年11月に北アフリカ・チュニジアでの戦闘に投入され、以後、改良を重ねながらアメリカ軍の主力対戦車兵器の位置を確立することとなる。兵士が携行して使用する他、現地製作の二連装マウントに装着されてジープにも搭載されて用いられた。この他、小型の連絡・観測機に2 - 4基をまとめた対地ロケット弾発射筒として搭載された他、海軍の小型魚雷艇（PTボート）にも急造の6連装（3連装x2）マウントに搭載したものが対地／対艦艇装備として用いられている。
M1とM9の各種バズーカは第二次世界大戦で連合国各国に供与された。最も多数の供給を受けたのは自由フランス軍で、発射器11,350基が供給された。イギリス軍には2,100基以上（正確な数は不明）が供給され、英軍向けとは別にカナダ軍に170基が供与された。開戦後連合国に参加したブラジルへは約2,900基が提供され、中華民国へは2,000基が供与された。この他、ソビエトへのレンドリース品として約3,000基が送られたが、ソビエト軍ではバズーカに対して「不発の発生頻度が高く、対戦車ライフルに比べて信頼性が低い」との評価を下しており、大規模には使用していない。
その後、「バズーカ」と総称される対戦車ロケット発射筒は、アメリカ軍においてはより射程の長い大口径無反動砲や対戦車ミサイル、もしくはより小型軽量なM72 LAWにその座を譲ってゆき、対戦車兵器としては1957年にはM18 57mm無反動砲およびM20 75mm無反動砲と共にM67 90mm無反動砲に更新されたが、M20は予備兵器として保有が続けられ、ベトナム戦争においても携行歩兵砲として少数ながら使用されていた。
第二次世界大戦後にはNATOを始めとした西側諸国にM9が主力対戦車兵器として多数が供給された。朝鮮戦争後、西側諸国に供給されたM20はその後も長らく使用されており、その多くは1970年代から1980年代にかけて、より新しい時代に開発された携行無反動砲や対戦車ミサイルに置き換えられているが、開発・生産されて半世紀以上が経過しているものの、21世紀に入ってもM20を第2線級装備もしくは予備兵器として保有している国は多数存在している模様である。

### 日本における運用

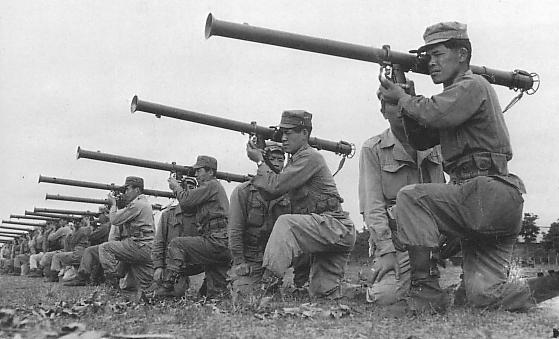
M9/M9A1で訓練を行う警察予備隊隊員
1951年の撮影
（毎日新聞社『決定版　昭和史 第14巻「講和・独立　昭和26年-30年」』（1984年刊）から）

日本の陸上自衛隊においても、M9およびM9A1が警察予備隊の発足時に供与されている他、陸上自衛隊発足後にはM20A1B1が主力対戦車装備として本格的に導入され、M9およびM9A1は1960年代まで、M20は1980年代に入り後継の84mm無反動砲が導入されて置き換えられるまで運用されており、一部の部隊では2000年代に入っても予備装備としてM20の装備を継続していた。

## 使用国
- アルゼンチン:
- オーストリア:
- ブラジル:M1、M9計2,900基の供与を受けた他、M20B1A1の電磁誘導式着火装置をバッテリー式に変更したものを国産化
- ボリビア
- ベルギー:M20を供与された他、発展型のRL-83/-100（英語版）を自国開発
- カンボジア
- カナダ:計170基のM1およびM9を供与されて使用
- キューバ：親米政権時代に米国から供与されたM20をキューバ革命後も使用
- 中国: 朝鮮戦争において鹵獲品を使用したほか、試製四式七糎噴進砲の要素を取り入れつつM20をコピーした[注 5]ものを「51式90毫米反坦克火箭筒」として国産化し、4,800基が生産された
- 中華民国:M1およびM9 2,000基が供与された
- キプロス
- フランス：自由フランス軍向けにM1およびM9 11,350基が供給 M20A1は国産のLRAC F1（英語版）に更新されるまで用いられた
- 西ドイツ
- ギリシャ
- インドネシア
- インド
- イタリア
- 日本：戦後、M9およびM9A1の他、M20A1B1を「89mmロケット発射筒 M20改4型」の名称で装備
- 韓国
- ルクセンブルク
- マレーシア
- メキシコ
- ミャンマー
- オランダ
- パキスタン
- パラグアイ
- フィリピン
- ポルトガル
- ローデシア
- 南アフリカ
- ソビエト連邦:レンドリースの一環としてM1 3,000基を提供された
- スペイン：M20を基に独自改良した国産ロケット発射器、88.9mm Instalaza M65を使用
- スウェーデン: 2.36インチ型を“Raketgevär 46”の名称で使用
- タイ: M20を“คจตถ. 3.5 นิ้”（「3.5インチ対戦車ロケットランチャー」の意）の名称で使用
- チュニジア
- トルコ
- イギリス:M1、M9、M20の各種を提供されて使用 M20を「M20 Mk1」M20A1を「M20 Mk2」の名称で装備
- アメリカ

## 各型

### 60mm（2.36inch）バズーカ
口径（ロケット弾直径）60mm（2.36inch）の“バズーカ”はM1からM18までの各種があり、第二次世界大戦中だけで本体：約477,128基（うちM9A1 277,819基）、ロケット弾：15,603,000発が生産された。
生産数の大多数はゼネラル・エレクトリック社によるもので、この他チェイニー・ビゲロー鋼線工業（Cheney Bigelow Wire Work）が約40,000基（全てM9A1、1944年6月から1945年5月まで）を製造した。

#### M1
最初の量産型であるM1は1942年6月14日に制式化され、11月のチュニジア戦線に投入された。発射するM6 対戦車ロケット弾は平均して3インチ(76.2mm)、最大で3.5インチ(88.9mm)の装甲板を貫通することができ、ドイツ軍装甲戦闘車両に対して高い攻撃力を示し、掩体壕や建造物に篭った敵兵に対しても高い効果を示した。対装甲/建造物攻撃用の他、発煙弾を発射して煙幕を展開するためにも用いられた。
発火機構は電気着火式で、電源（バッテリー）を銃床（肩当て）の内部に収納する1.5ボルト Cセル形乾電池2個とし、紙製のケースに縦列直列で収納したものを接続する方式（合計出力 3ボルト）となっている。電池は即用のほか予備2個を銃床内に収納でき、計4個が付属していた。なお、M1の生産中に使用する電池のメーカーが切り替えられたため、使用される電池も変更になり、規格は同じながらサイズ（直径）に差異が生じ、それまでの電池収納部の内径では「入れた電池が取り出せない」という問題が起きたため、M1A1では電池収納部の内径が若干拡大されている。通電状態を確認するため、銃床の左側面には赤色パイロットランプが備えられている。ランプはバッテリーとトリガー、およびトリガーとスイッチボックス/電極の間に並列に接続されており、トリガーレバーを握って押し込むことで回路が接続された際にバッテリーからの電流が正しく流れていると点灯する。
電池を用いた電気式の着火機構ゆえ、電池が消耗していると使用できず、また短絡や漏電が発生しているとロケット弾を装弾した瞬間に暴発してしまうため、使用マニュアルでは以下の手順、
- 使用前には、パイロットランプが正常な状態であり、「トリガーを操作するとパイロットランプが十分な明るさで点灯する」ことを確認すること
- 装弾する前には、必ず「トリガーを操作した時“のみ”パイロットランプが点灯する」ことを複数回確認すること
- 装弾時にパイロットランプが点灯していないことを確認すること
- トリガーに手を触れた状態で装弾動作を行わないこと

を遵守することが指示されていた。また、乾電池はその特性から低温環境では発揮電力が低下するため、
- 華氏14°F（摂氏 -10℃）未満の温度では、乾電池が弱体化するため、発射が不可能になる
- 上記のような低温環境で使用する場合は、バッテリーを発射筒から取り外し、発射直前まで保温する必要がある
- 寒冷な気候では、バッテリーを服の内ポケットに入れて持ち運ぶようにすると、バッテリーを十分に暖かく保つことができる
- 予備のバッテリーはポケットに入れて持ち運び、30分ごとに交換すれば、バッテリーの能力を常に十分な状態で発揮することができる

という使用上の注意が記載されていた。
着火機構の点検を終えたM1を射撃する際には、ロケット弾側面の安全ピンを外し、安全ピンと紐でつながれた弾尾の保護栓を引き抜き、ロケット弾を発射筒に挿入する。発射筒後部の上面にあるスイッチボックスを操作して射撃可能にして、トリガーを操作すると指令電流がロケット弾の弾頭から側面を経由して弾尾に伝わり、発射薬に点火される。
M1の実戦での使用結果を受けて、1942年の末には使用するロケット弾と発火機構が改良されたM1A1が開発された。M1とM1A1の最大の識別点は発射筒のスイッチボックスの有無である。M1ではロケット弾を発射筒の後部から装填した後に発射筒後上部のスイッチを操作することにより、本体とロケット弾が電気的に接続され、指令電流がロケット弾の外面を伝わる構造であった。しかし接触不良や通電不良による不発が多発したため、-A1型ではロケット弾の弾尾から伸びるコードを発射筒後端上部、ロケット弾固定用クランプの前方にあるスプリング式電極に直接接続する方式に変更され、スイッチボックスが廃止されている。電極は左右に二個所あり、射撃姿勢に応じていずれかを選択できた。筒口には逆漏斗形の金網による吹き返し防止装置を装着し、「発射時には顔面を保護しないと発射したロケット弾の噴射炎を被ってしまう」という問題に対処した。この他、「厚い手袋を着用していると指を入れることができない」「携行時に安定して掴んで持ち上げられる部分がなく、背負うこともできない」という難点が報告されていたため、トリガーガードが大型化され、携行用のスリングを装着するための金具が装備されるようになった。
1943年に入り、M1を使用した部隊から「ロケット弾が発射筒内で膅内爆発を起こす」という報告が多数寄せられたため、兵器局では原因究明に着手、「気温が高い状況ではロケット弾の推進剤が設計時の想定以上に急速に燃焼し、発射筒の内圧が限界値以上に上がることがある」「発射筒の肉厚が薄いために使用/輸送時もしくは製造段階から発射筒が歪むことがある」ことが主な原因であると結論され、M1A1では発射筒に用いる鋼材の材質を変更した他、中央部から後部にかけてワイヤーを密に巻いて補強する改修が加えられた。しかしこれらの改修は全体の重量を増すわりには効果が薄く、最終的には推進剤の改良と、発射筒の内径が適正値であることを確認する検査器具（ボアテストゲージ）の開発と配布で解決された。

M1A1は1943年1月に制式化され、同年5月にはM1より生産が切り替えられ、同年7月から部隊配備された。M1は112,790基、M1A1は59,932基が生産された。
M1、M1A1共に初期生産型と後期生産型があり、下記のように照準器の形状とフォアグリップの有無で区分できる。
M1
初期生産型
枠型の前部照準器を持つ。左右両用となっており、照星が左右にある他、後部照準器は発射筒の上面に取り付けられており、左／右側どちらにも回転させて用いることができるようになっていた。枠型の前部照準器は発射筒の筒口を破損させないために保護する役目を兼用していた。フォアグリップあり。
後期生産型
前部照準器が枠型から左側のみの長方形（厳密には変形六角形）となり、後部照準器も左側のみの固定式となる。フォアグリップあり。

M1A1
前期生産型
照準器はM1後期生産型に準じる。フォアグリップあり。
後期生産型
前部照準器の照星が4段階から3段階、最大300ヤードまでに変更され、3段式となる。後部照準器は門型から環孔型（ピープサイト）となった。フォアグリップ廃止。
なお、吹き返し防止装置は「照準器の視界を阻害するので邪魔になる」と装着せずに使用する例も多かったため、これの有無をもって型式を識別することには注意が必要である。
また、試作型含めM1の初期生産型には固定式の二脚が用意されていたが、かさばる上に重くなるとして不評で、実戦で使用されているものに装着されている例はほとんど存在していない。

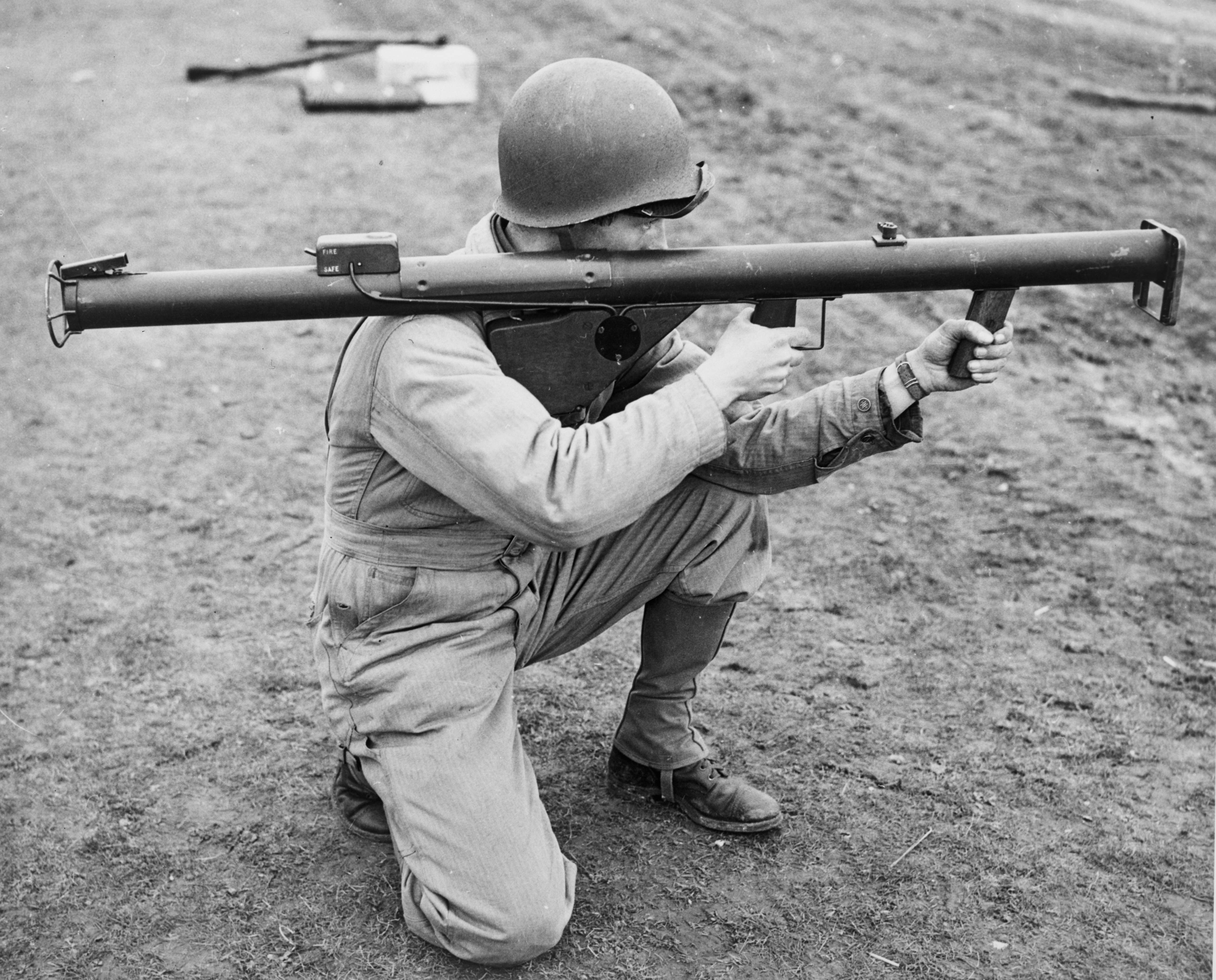
M1を構える兵士
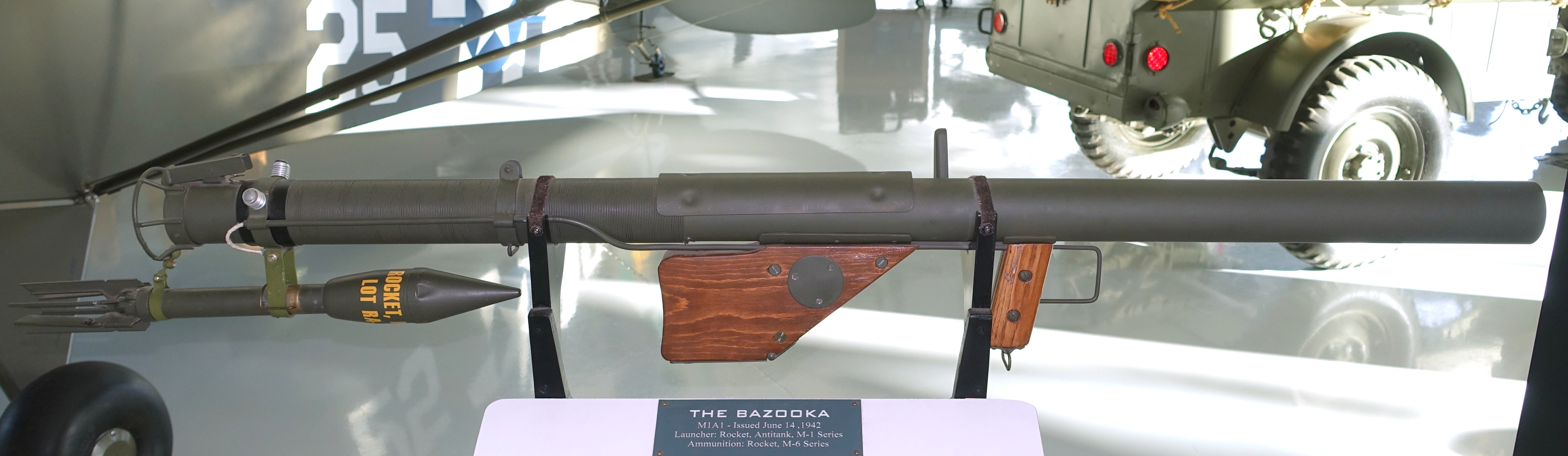
改良型のM1A1 フォアグリップの廃止されている後期生産型をモデル化したレプリカで、このレプリカには前部照準器がついていない。 オレゴン州マクミンヴィルのエバーグリーン航空宇宙博物館(英語版)の展示品
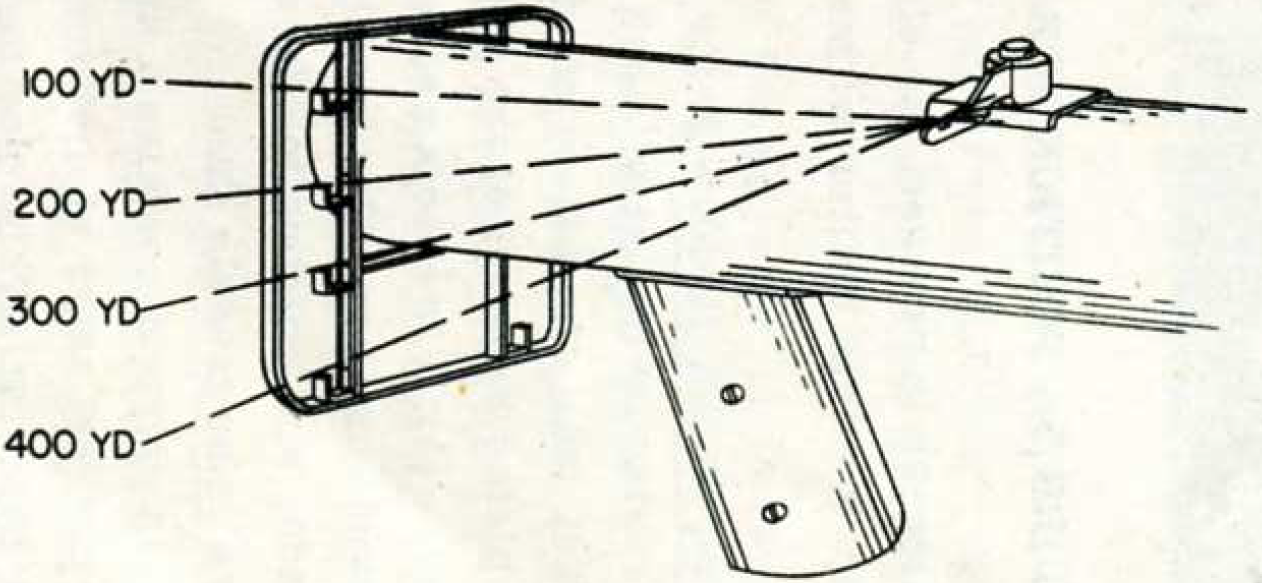
M1の照準器（初期型）の説明図。
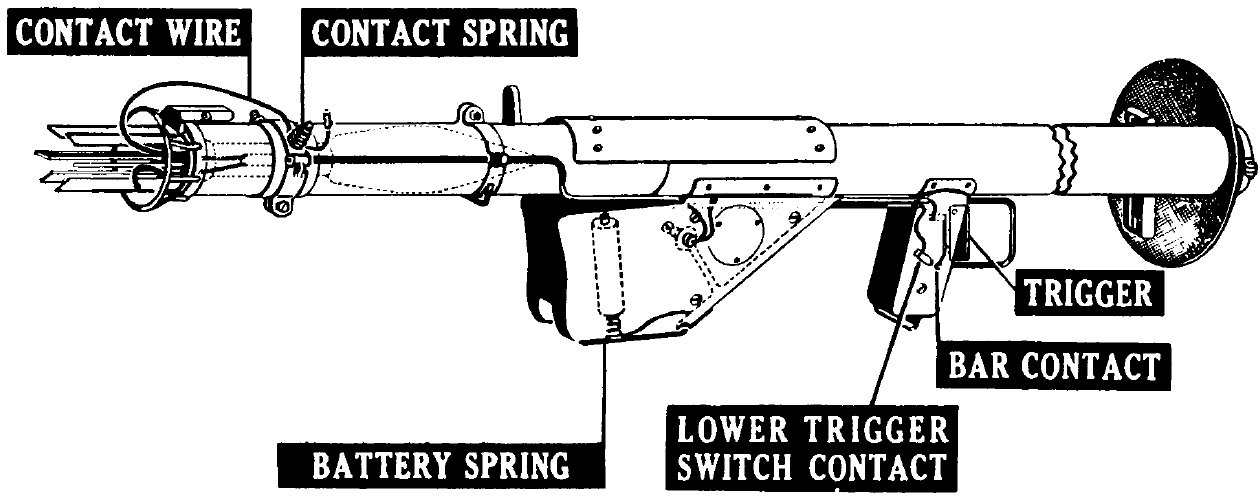
M1A1の電気回路の構成を示した図 (TM 9-294: 2.36-inch A.T. Rocket Launcher M1A1 - Figure 14 より

#### M9
M1A1を空挺部隊向けに発展させたもので、全体を2分割可能な構造として携行時の全長を約半分に短縮できるようにし、銃床（肩当て）がM1の木製から板金製のスケルトン型となったことが外見上の大きな特徴で、銃床の前方が立射・膝射など向けの高姿勢用、後方が伏射向けの低姿勢用とされた。作動面では、「気温が低いとバッテリーが弱るため充分な電力が供給されない」「肩当て（バッテリー収納部）が水を被るとバッテリーがショートして使用不能になる」という問題に対応するため、着火装置をバッテリーを電源とするものから電磁誘導を利用した簡易発電装置に変更した。発電装置はトリガーグリップに内蔵され、安全装置兼用のスイッチがグリップの背面に備えられている。M1A1の金網製吹き返し防止装置は廃止し、発射筒口をラッパ状にして吹き返し防止形状とし、発射筒の全長が長くなったことで、ロケット弾の推進剤の燃焼が発射筒内でほぼ完了するようになり、ロケット弾が発射筒口から飛び出した際の吹き返し量も大幅に減少した。分割構造となったことに伴い、照準器はM1の照星／照門式からグリップ後方に照尺式のものが装備される形式に変更されている。
M9は1942年11月より開発が開始され、試作型のT21/T21E1/T21E2を経て1943年6月に2.36 inch Rocket Launcher, M9として制式採用され、同年10月から生産が開始された。部隊配備は翌年からに遅延したものの、1944年6月のノルマンディー上陸作戦において空挺部隊に先行配備され、同年8月から本格配備が開始された。M9は空挺部隊のみならず一般部隊向けにもM1/M1A1の更新用として配備された。なお、対戦車部隊だけではなく一般部隊に広く配備するための管理・予算上の都合から、M9よりは制式名称から"Anti Tank",“対戦車”の語が外されている。
前述のM1における発射筒の変形問題を受け、制式化間もないM9においても分割式の発射筒の強度と精度を向上させるため、分割構造を改良、後部筒の構造を強化するためにワイヤーを巻いて補強する改良を施した"M9E1"も開発され、1944年4月に制式採用されてM9A1として同年8月から部隊配備が行われた。このほか、M9A1では照準装置を金属製折畳式のT43から光学式のT90とする仕様変更が行われている。
1945年5月までに、M9は26,087基、M9A1は277,819基が生産された。
使用するロケット弾はM1A1に引き続いてM6A1が用いられたが、M6/M6A1の尖頭形状の弾頭は硬い物体に命中すると跳弾を起こしやすく、特に戦争後半に入り実戦投入された、避弾経始に優れた傾斜装甲を持つドイツ軍のパンターやIV号駆逐戦車といった新型戦車に対しては効果が著しく減じられる、という指摘が多くあったことから、弾頭形状を尖頭形から円頭形に変更、更に「輸送時や装填時に破損しやすい」との指摘が多かった露出形の安定翼を外周を覆った円筒型に変更した新型成形炸薬弾頭ロケット弾、M6A3が開発され、1944年9月から配備された。M6A3は-A1に比べて初速が多少低下したものの、装甲貫通力は最大4インチ(101.6mm)に向上している。

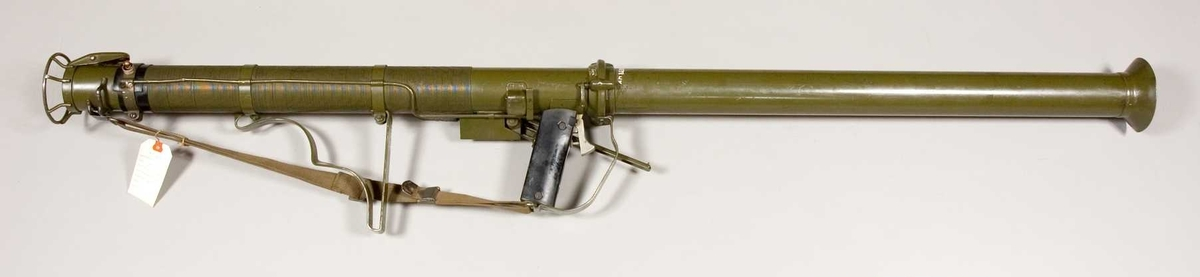
M9A1 左側面 ストックホルムのスウェーデン陸軍博物館の収蔵品で、金属製折畳照準器が装着されている
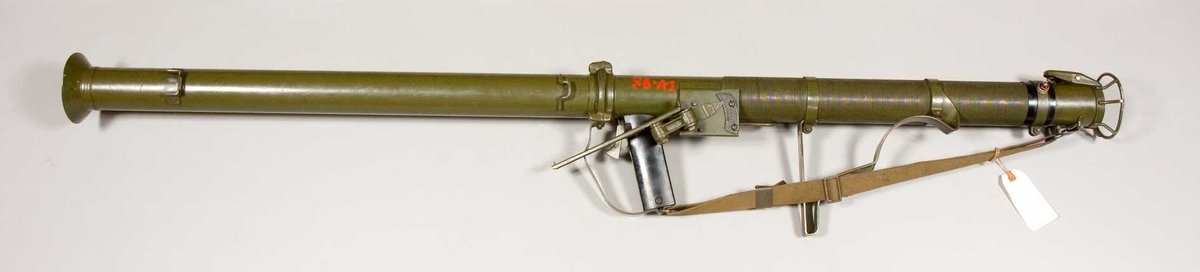
M9A1 右側面
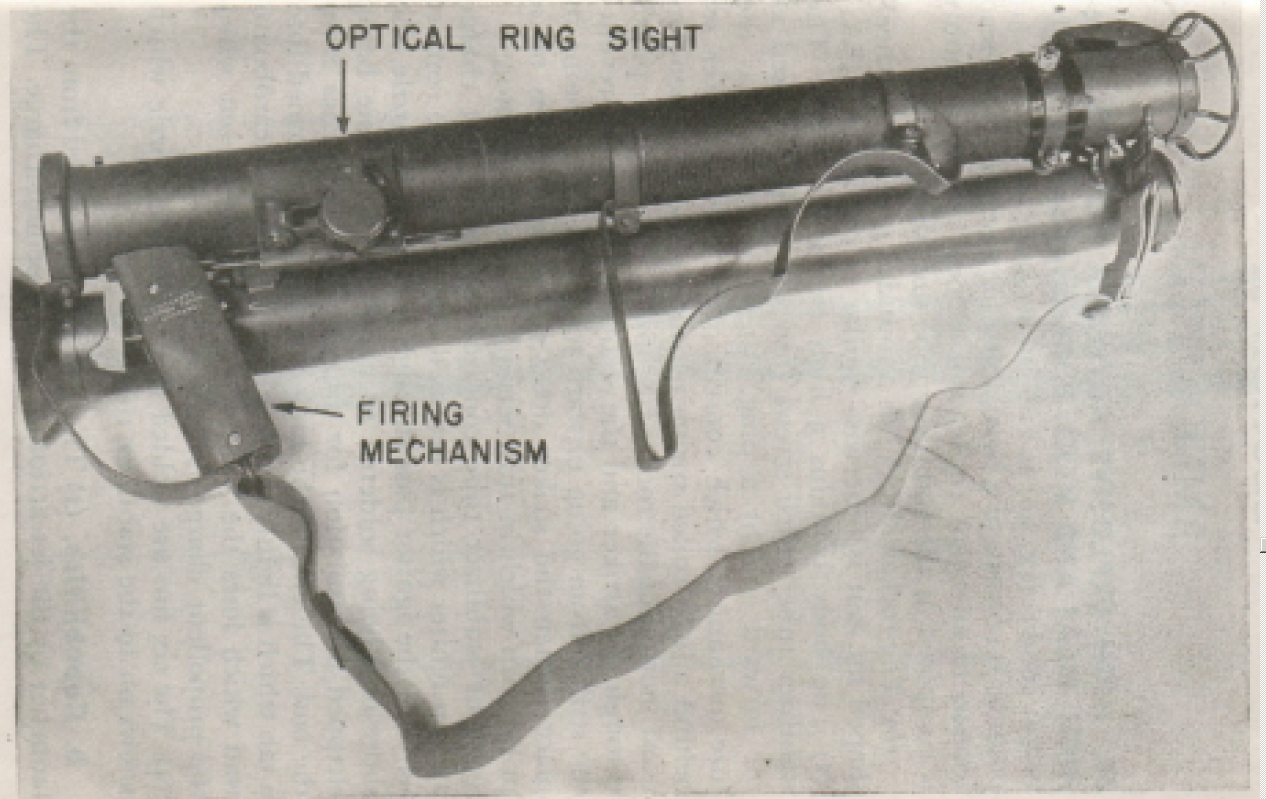
M9A1を分割した状態
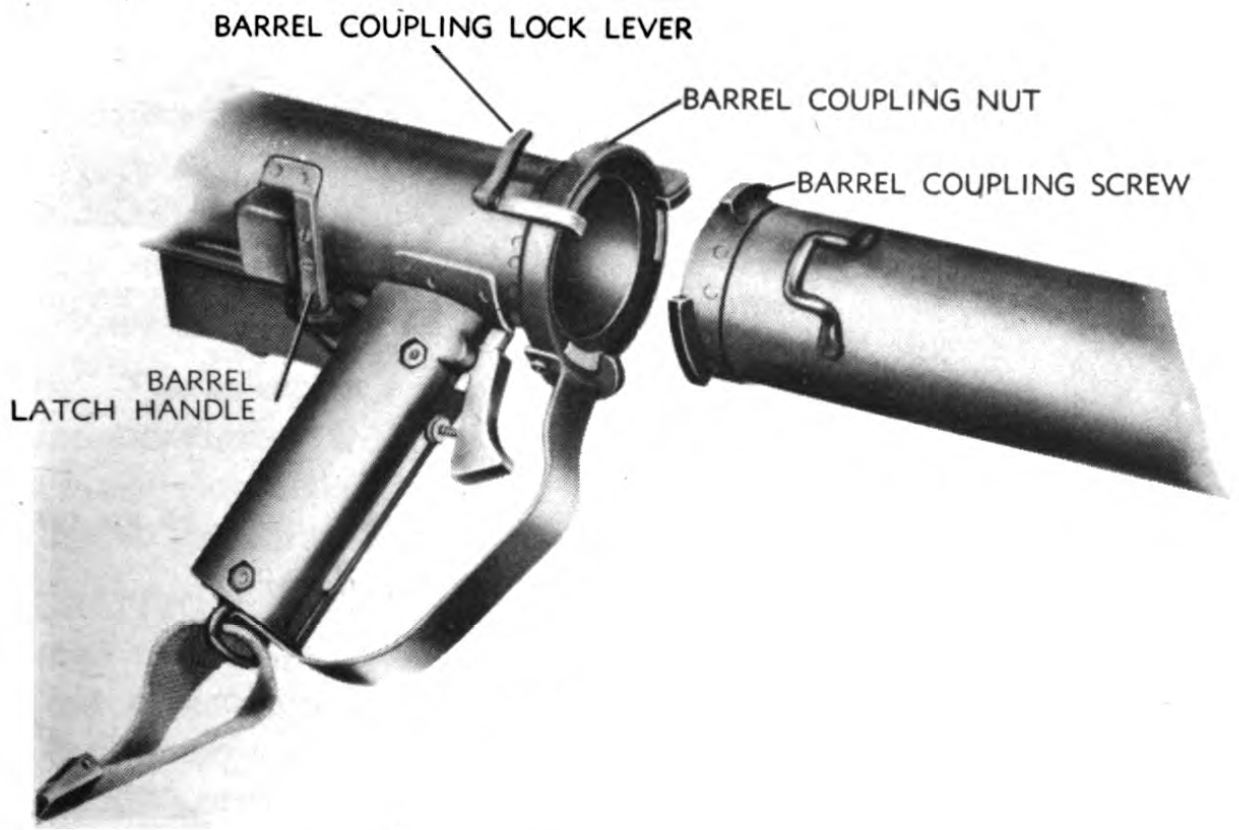
M9の分割部の説明図

#### M18
M9A1を基に各部の設計を見直し、本体を鋳造アルミニウム合金製としてM9A1より5.57lb（約2.53kg）軽量化した更なる改良型。M9A1に比べ、材質の変更に伴い分割して運搬する際により安定して固定できるように金具の位置と形状を変更したことと、肩当ての形状がM9の2段カーブ型からアーチ型となっていることが外観上の特徴である。
M18は材質の他は発射筒後端の噴出口のガードが鋼線を組み合わせたスケルトン形から砲口の吹き返し防止装置と同じラッパ状の形状となった他はM9A1とほぼ同一の構成・構造で、携行時に中央部で分割できることも同様だが、照準器の装着法を改良し、M9では上下に動く横型の照尺式であったものがM18では前後に動く縦型に変更され、照準器を折り畳むための可倒軸が調整可能なものとなり、左右方向の照準調整が可能となった。照準器自体はM9A1と同じT90光学照準器がそのまま使われているが、ゴム製のアイピースが追加されている。また、M1で不評であったことからM9では廃止された二脚が再び用意されており、M18用のものは必要に応じて脚長の伸縮と折り畳みができるようになっていた。
ゼネラル・エレクトリック社により当初は“M9E2”の名称で開発され、後にT90に改称されて1945年4月に“Rocket Launcher,M18”として制式化された。同年春から部隊配備が開始される予定であったが、本格量産に入る前に欧州戦線が終結し、太平洋戦線向けに配備先が切り替えられたもの、発注は1,000基で打ち切られ、500基が生産され350基が部隊配備されるに留まった。

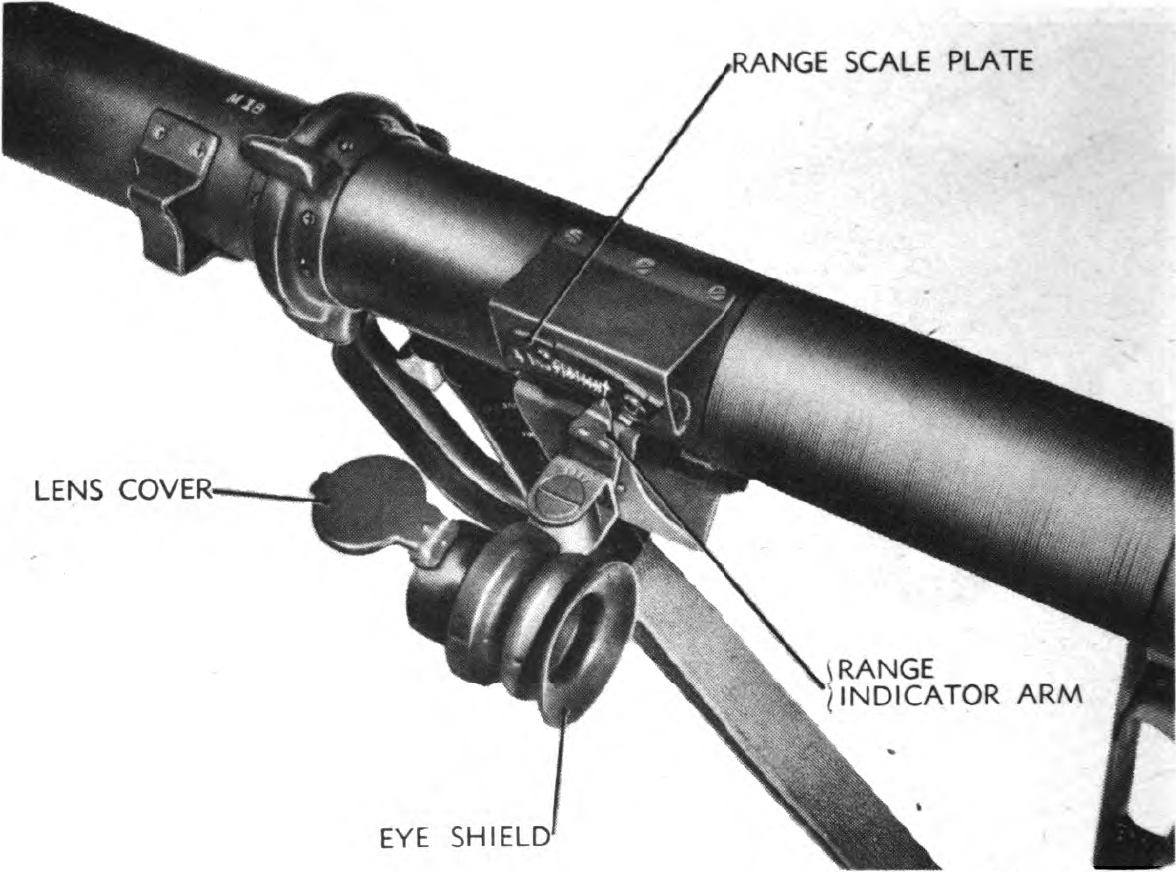
M18の照準器部分の説明図
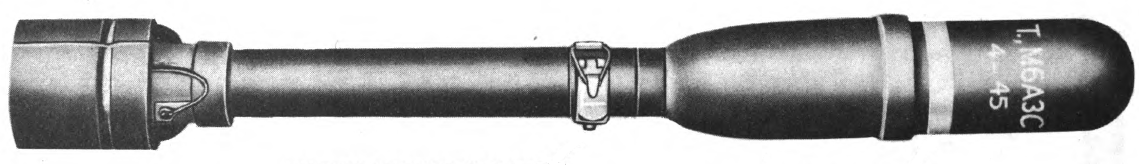
M6A3C ロケット弾

1944年7月と11月に第704戦車駆逐大隊において行われた、鹵獲ドイツ戦車各種に対するアメリカ軍装備火砲の実射実験の結果、改良型のM6A3であってもドイツ軍の新型戦車に対しては威力不十分であり、パンターやティーガーIの正面装甲を貫くことは難しかった。これを受けてM9およびT90(M18)向けに更なる威力向上型のロケット弾が開発され、炸薬をペントライトに変更したM6A3/C（“C”は“Composition”.「混合爆薬」を示す）成形炸薬弾頭ロケット弾が完成し、装甲貫通力は最大5インチ(127mm)にまで向上したが、最終的には大口径の新型“バズーカ”を開発することが決定されている。

### 2.36インチロケット弾 各種
M6 HEAT
最初の量産型。
M6A1 HEAT
発火方式を電気コードによる直接接触式に変更した型。
M6A2
既に生産されたM6の発火方式を-A1と同じものに改造した改装型。

M6A3 HEAT
弾頭形状を尖頭形から円頭形に変更、露出形の安定翼を外周を覆った円筒型に変更した型。
M6A3/C HEAT
M6の炸薬をペントライトに変更した型。
M6A4 HEAT
M6A3/Cの信管を改良した型。
M6A5 HEAT
M6A4の推進剤の成分を変更し、安全性を向上させた型。

M7 訓練弾
M6の訓練弾頭（炸薬なし）型。
M7A1 訓練弾
M6A1の訓練弾頭型。
M7A2 訓練弾
既に生産されたM7の発火方式を-A1と同じものに改造した改装型。推進剤を撤去して発火機能のない取り扱い訓練弾（ダミー弾）としても使用された。
M7A3 訓練弾
M6A3の訓練弾頭型。

M10 WP
白燐発煙剤を用いた発煙弾型。軽度な焼夷弾としての効果もあった。 
T27
M10の発煙剤をヘキサクロロエタン（六塩化エタン）に変更した型。1944年に開発されたが、量産されなかった。

T31
M10の焼夷弾頭型。
M26
M10A2を基に開発された化学弾頭型。ホスゲンガスを充填した弾頭を持つ。開発・生産されたものの前線部隊への配布はなされなかった。

### 89mm（3.5inch）バズーカ
M1及びM9の2.36インチ(60mm)バズーカは実戦において高い有効性を示したが、ドイツ戦車により装甲の厚いものが投入されるようになったことから、より威力の大きい物が求められた。ドイツ軍がM1をコピーして口径を拡大したパンツァーシュレック（後述「#ドイツ軍による模倣」参照）を鹵獲したものと比較した結果、口径拡大の有効性が実証されており、口径を3.5インチ(89mm)に拡大したものが要求された。
3.5インチバズーカは上述の要求に基づいたものとしてM20が制式化されたのみだが、試作品としては弾倉を備えて連射を可能とした、M25“三連射バズーカ”が開発されている。

#### M20“スーパー・バズーカ”
2.36インチ(60mm)バズーカの口径拡大型の開発要求に対して、M9の改良型であるT90（制式化されM18となる）の基本設計をほぼそのままに、口径を3.5インチ(89mm)に拡大したものが開発された。1944年の後半には設計が終了、1945年の初頭にはT74の名称で試作品が完成したが、程なく戦争が終結したため、同年10月にM20として制式採用されたものの、量産は行われず、試作のみで開発計画は一旦打ち切りとなった。
T74(M20)はT90と同じく本体にアルミニウムを用いたため、大口径化されたにもかかわらず重量はM9とほぼ同等であり、新開発のM28 3.5インチ成形炸薬ロケット弾を用いて最大で11インチ(約280mm)の装甲貫通力を発揮できた。
朝鮮戦争において、第二次世界大戦中にはドイツ重戦車に対し多くの戦果を挙げたはずの2.36インチ（60mm）M9バズーカは、T-34-85に対する攻撃で十分な効果をあげられなかった。原理的にはM9バズーカの使用するM6A3対戦車ロケット弾にはT-34の装甲を充分に貫通する能力があったはずで、「確かに命中しているのに撃破できない」「命中しても装甲表面で弾かれる」「複数発を命中させても敵戦車が平然と行動している」という例が多数報告され、この事実は米軍首脳に大きな衝撃を与えた。
この原因については、大戦後5年が経過した在庫のロケット弾の炸薬が劣化していた、あるいは、2.36インチロケット弾の成形炸薬弾頭はT-34の装甲を貫通する能力はあったとしても車内の人間や設備に損害を与えるには加害範囲が小さかったなど、いくつかの説がある。この事態に際し、試作のみで計画中断とされていたM20が取り急ぎ製造され、教育部隊への先行配備すら中止して全数が朝鮮半島へ急遽空輸された。
こうして急遽投入されたM20は1950年7月の“大田の戦い”の中、7月20日の戦闘で初めて実戦で使用され、同日に発生した大田市街戦においては、アメリカ陸軍第24歩兵師団師団長ウィリアム・F・ディーン少将が、自らM20を担いで対戦車戦闘を行い、兵士たちに新兵器の威力を示したという逸話が残っている。
M20の投入により、米韓連合軍はようやくまともな対戦車戦闘が行えるようになり、M20は米韓連合軍にとって唯一のT-34を撃破しうる対戦車兵器として活躍した。開戦当初大きな脅威であった共産軍戦車は、1950年9月後半のソウル攻防戦の頃には「部隊の中で誰が一番多く撃破できるか」の賭けの対象でしかない」と言われる程までに脅威度が低下していた。
朝鮮戦争においては共産軍側も鹵獲した2.36インチ M9/3.5インチ M20の両バズーカを使用しており、これらは国連軍戦車にとって大きな脅威となった。中華人民共和国は鹵獲したM20をリバースエンジニアリングして国産化も行っている。
M20は原型のM20の他、発射筒本体とその構成部品を鋳造アルミニウムの一体成形とし約1ポンド（453.6グラム）重量を削減した軽量型のM20B1、「着火コード接続用の電極が露出式のため、汚損や破損が多い」という問題に対処するため、ロケット弾の発火機構をM1バズーカの初期型と同様に装填後に発射筒後端上部のスイッチを操作することにより本体とロケット弾が電気的に接続される構造に変更し、分割部の構造を強化、発射筒中央部にあった二脚および肩当ての前部にある単脚を廃止したM20A1が朝鮮戦争停戦後の1952年から生産されている。既存のM20B1も発火機構を-A1と同方式に改造する改装が行われており、改装された-B1にはM20A1B1の制式名称が与えられている。M20および-B1に対し、-A1および-B1A1は、発射筒後端上部にレバー付きのスイッチボックスがあることで識別できる。
なお、発射筒の前半部分は各型で共通のため、M9で問題となった「型が違うと部品が共用できず、前線補給処レベルでの修理に難がある」という点を解消していた。

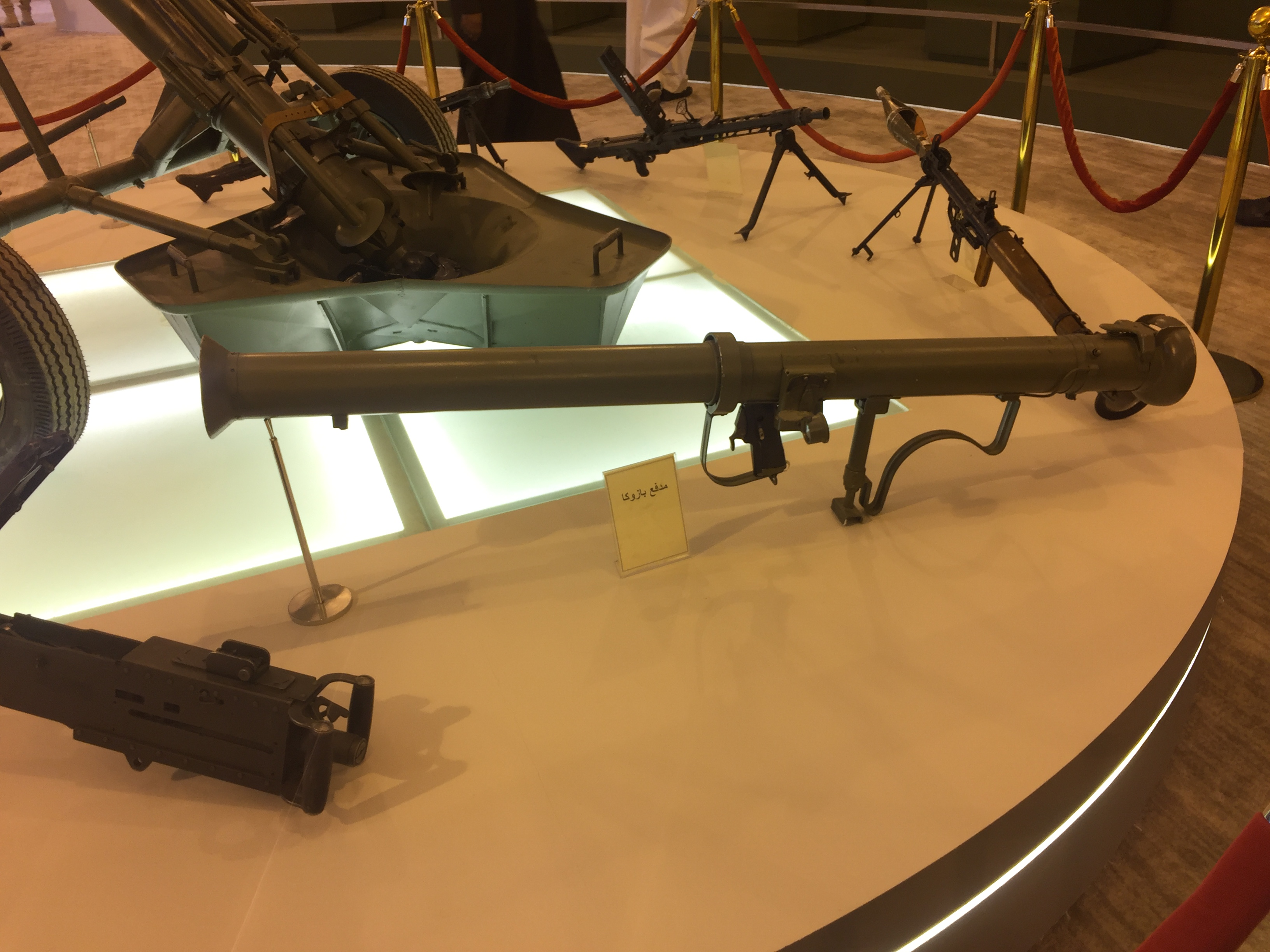
M20
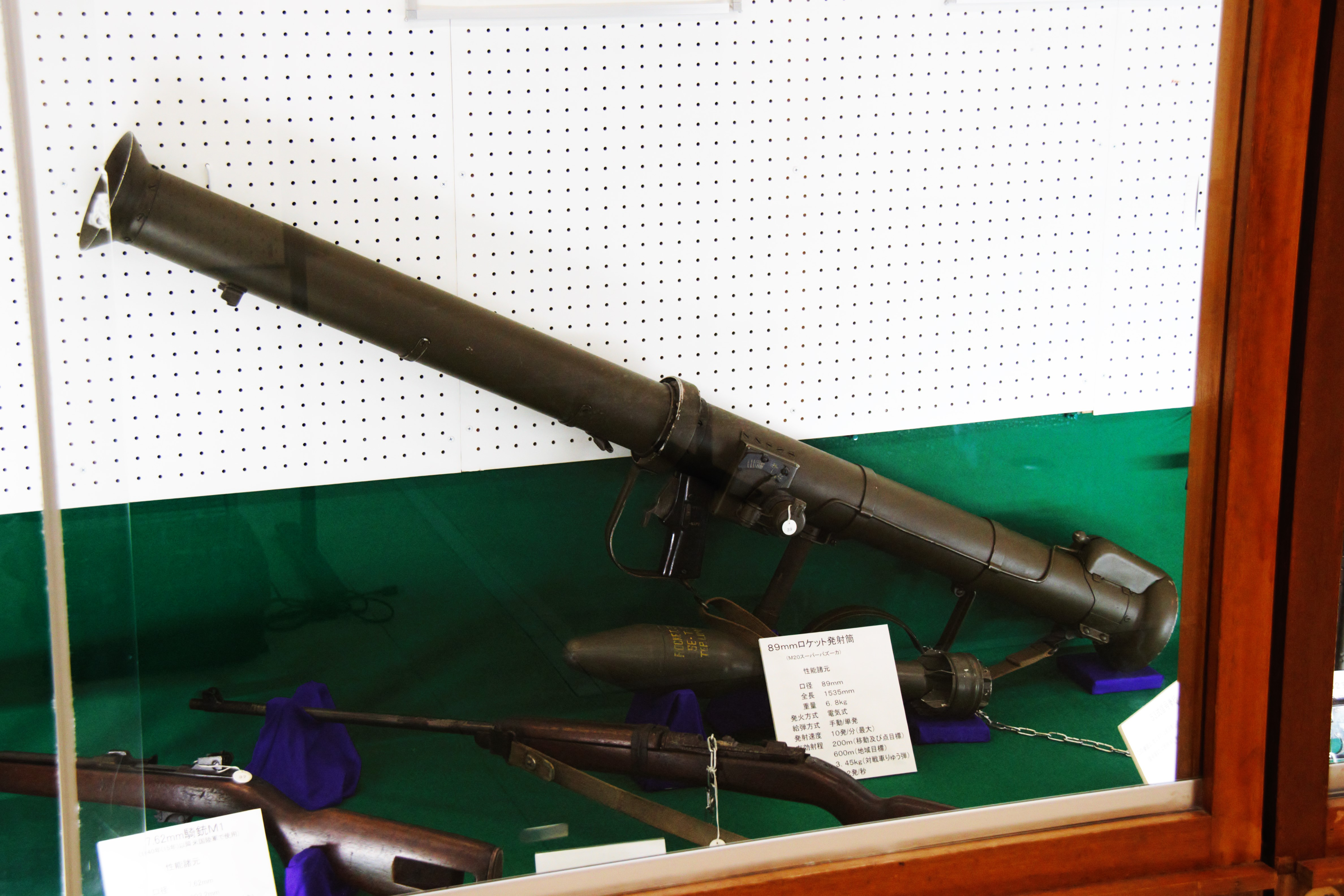
陸上自衛隊で使用された「89mmロケット発射筒」（M20A1B1）および「89mmロケット弾」 山形県東根市陸上自衛隊神町駐屯地防衛館の展示品
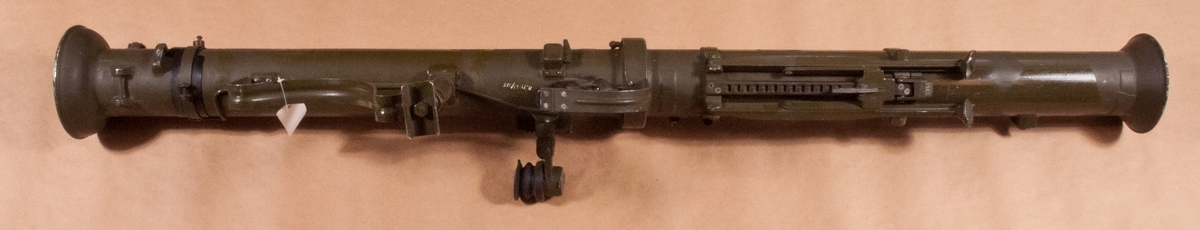
M20B1 下面より

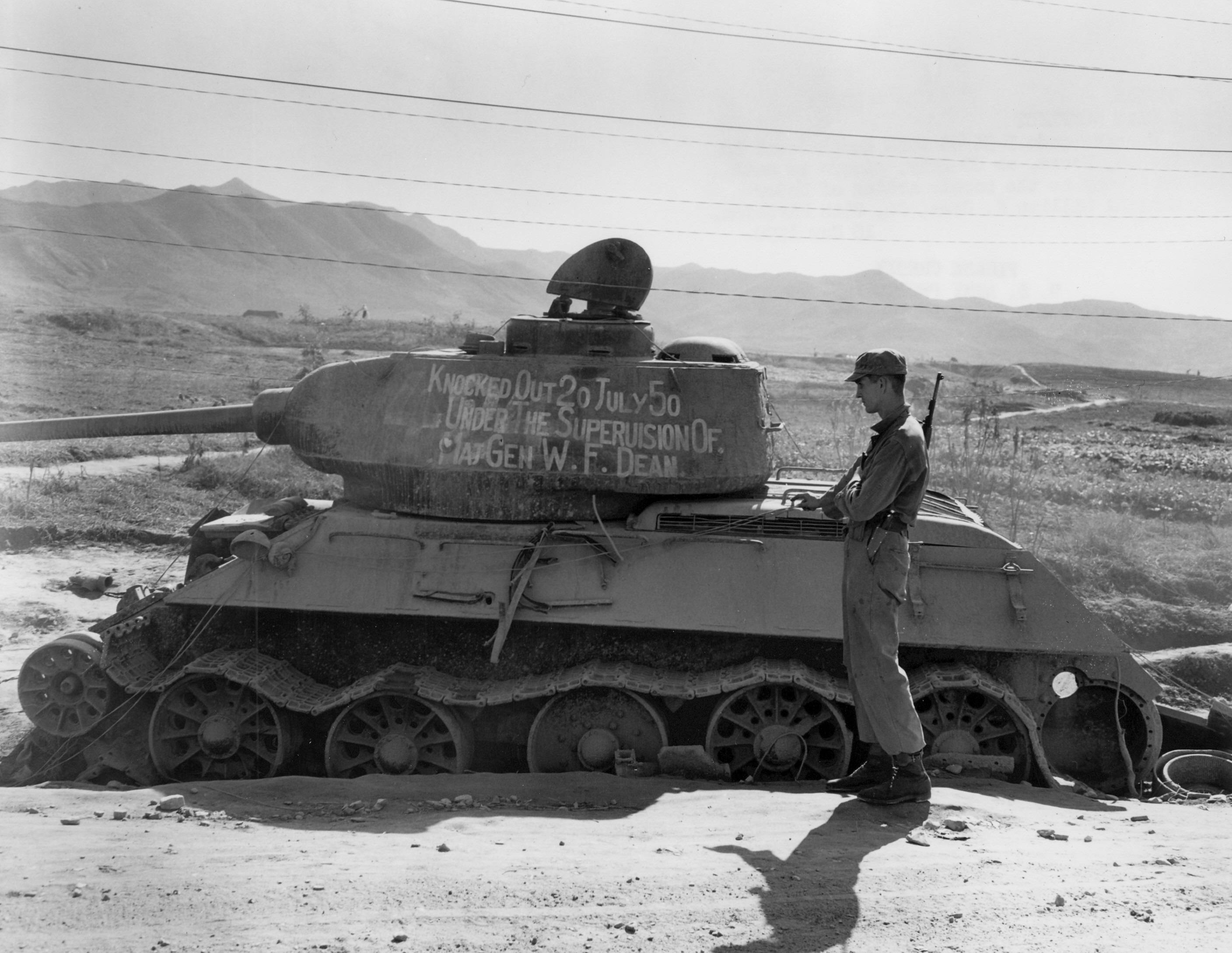
1950年7月20日の大田の戦いにおいてM20で撃破された北朝鮮軍のT-34-85 アメリカ陸軍第24歩兵師団師団長ウィリアム・F・ディーン少将が仕留めた車両で、砲塔の側面にはその旨が記念に書き込まれている。
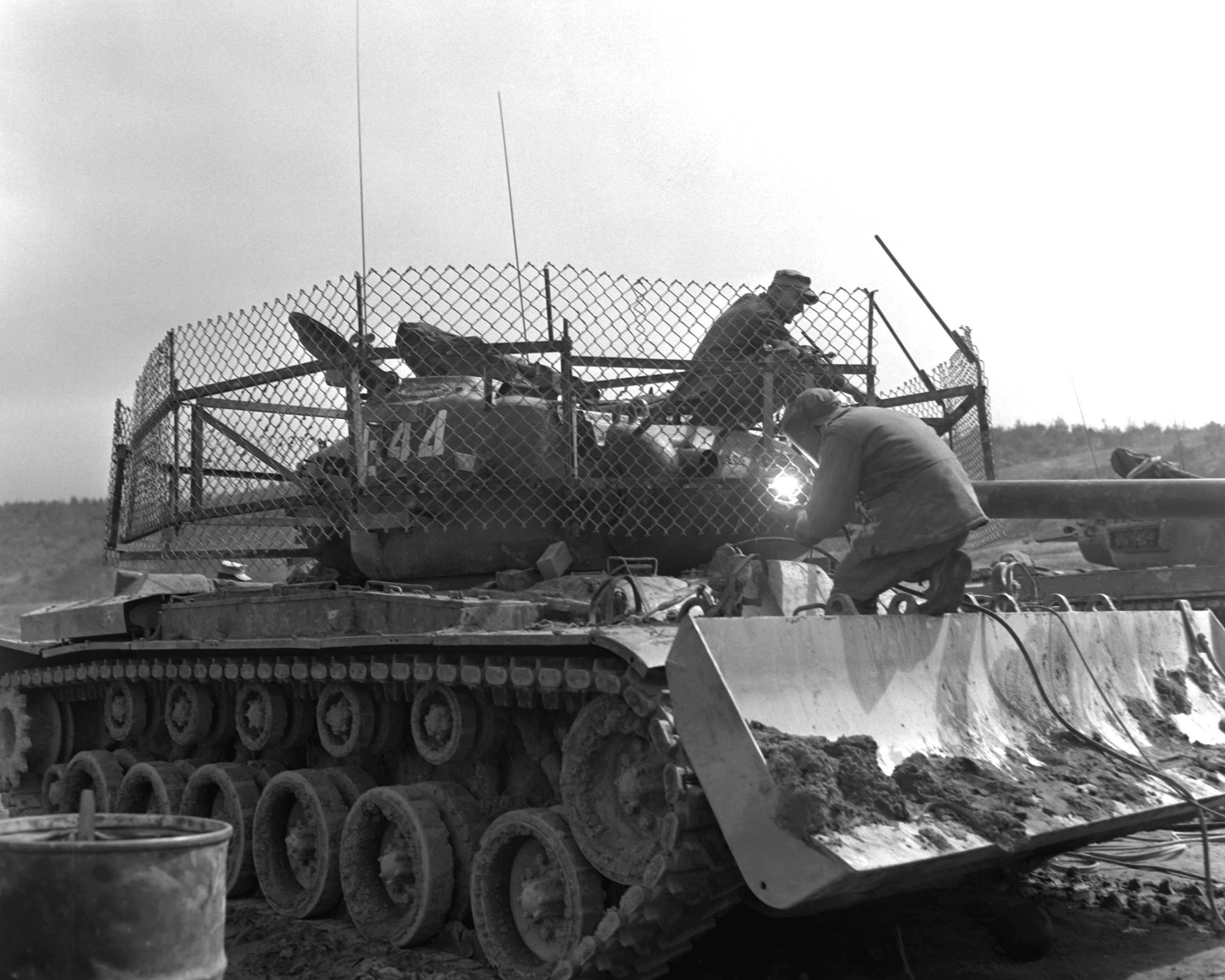
1953年3月25日、ドーザー付きのM46パットンの砲塔にバズーカ対策の金網を張っている海兵隊員。 戦争終盤のこの当時には国連軍戦車は壕に待機し砲塔だけ出して砲撃支援任務を行うことが主体となっており、共産軍に鹵獲されたバズーカによる攻撃を受けて大きな損害を出していた。
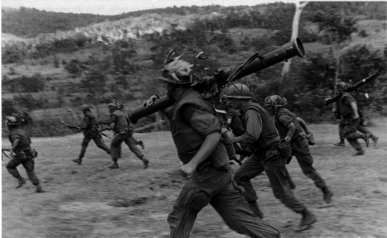
ベトナム戦争中の1968年2月、M20を担いで走るアメリカ海兵隊員
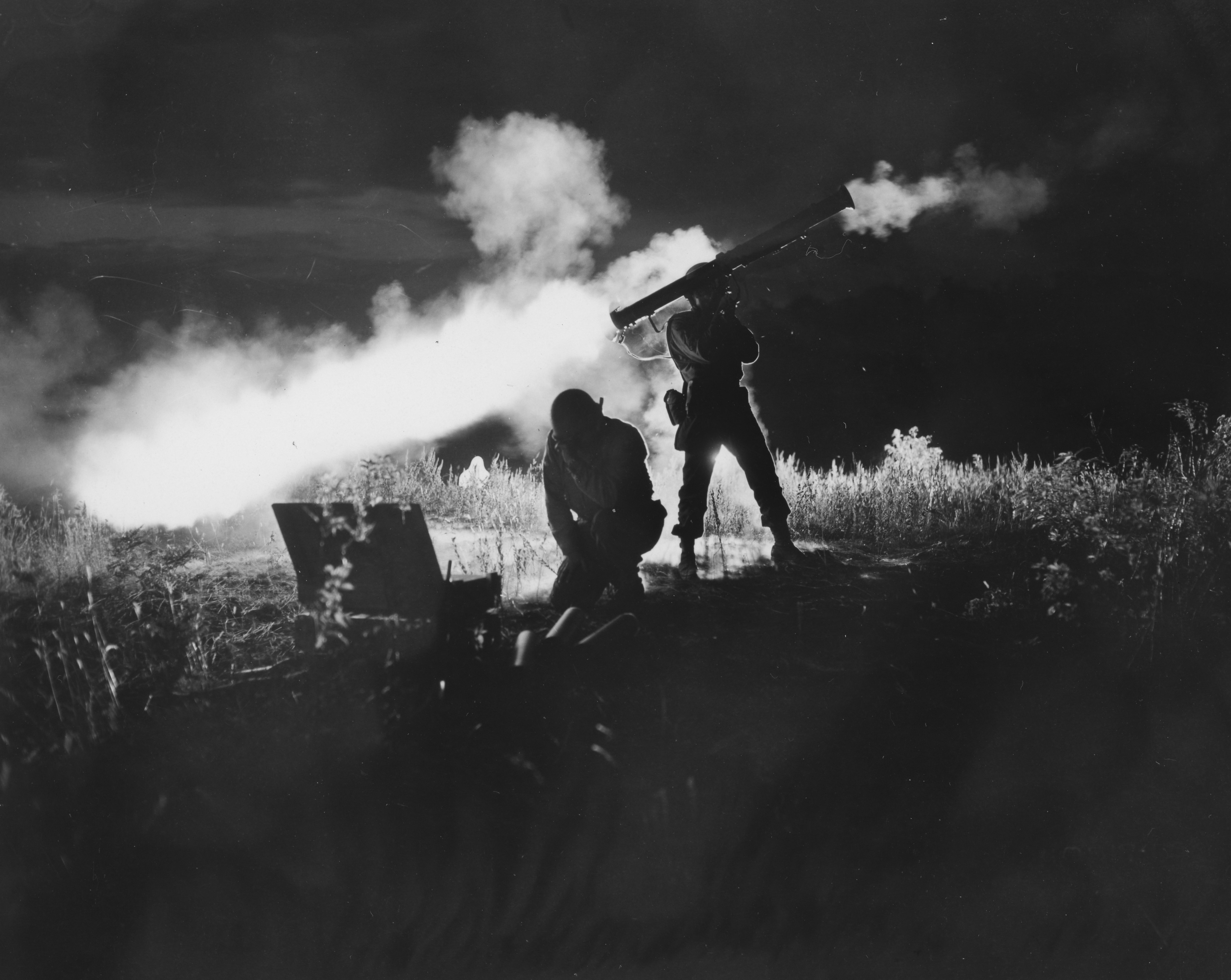
夜間にM20の実射訓練を行っているアメリカ陸軍兵士 発射に伴う後方噴射の様子がわかる （1952年7月31日撮影）

#### M25“三連射バズーカ”（M25 Three Shot Bazooka）

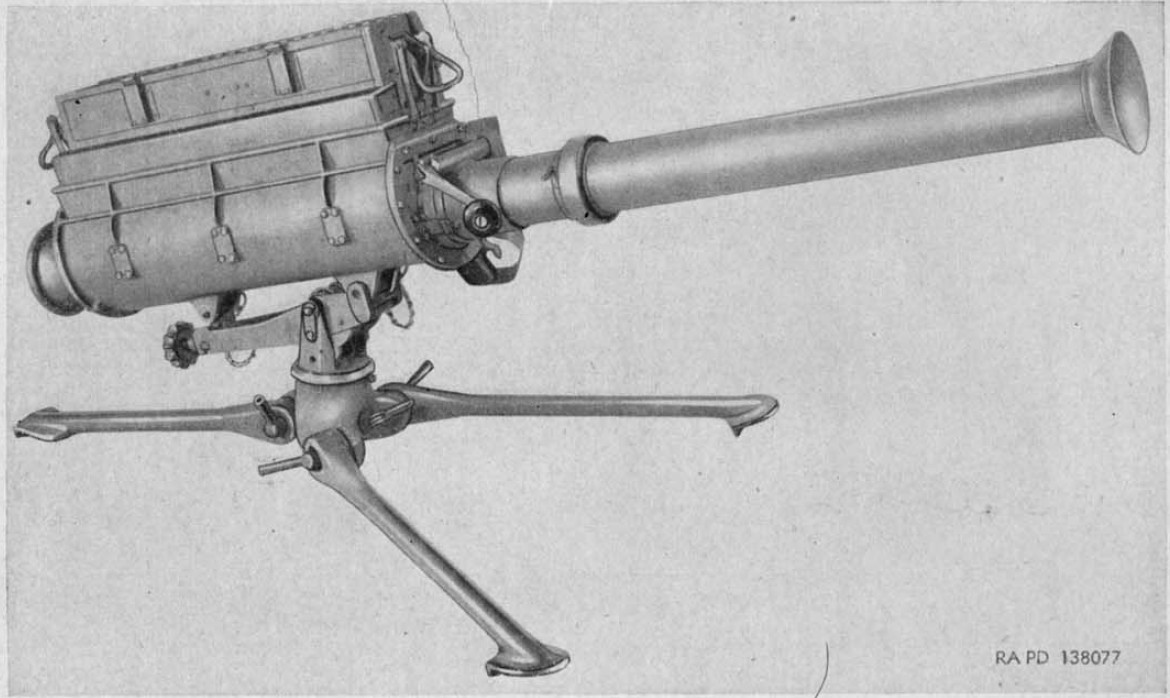
M25

M20を基に、後筒部分に次発装弾装置と3連弾倉を装備して連発が可能にしたもので、1951年に制式化、“Three Shot Bazooka”（三連射バズーカ）の名称で呼ばれた。
後筒部を二重化し、上部に装着した弾倉から次弾をレバー操作で内筒を開閉して装弾することにより毎分8 - 10発（弾倉交換時間を含む）の連発射撃が可能で、従来のバズーカが単発・手動装填のために連続射撃が難しい点を解決するものとして期待されたが、複数の予備弾を収めた弾倉を装着した状態では総重量が40kgに迫るものとなり、人間が肩担することが難しいものとなった。
このため、運用には専用の三脚（重量40ポンド（18.16kg）と3名以上の要員が必要となり、「携帯式対戦車兵器」とは分類し難いものとなった。同じく大型大重量で肩担が不可能なM40 106mm無反動砲に比べれば軽量なものの、威力で劣るにもかかわらず運用面での優位性がないことから、兵器としての存在意義が疑われるものとなり、更に、実用試験の結果、従来のものを人力で手動装弾することに比べてさほどの速射性が発揮されないこと、実射実験中に連続射撃を行ったところ、装填部の過熱により弾倉内の次弾が暴発する事故が起きたことから、制式化され1,500基が生産されたものの、部隊配備は行われず、試作のみで計画終了となった。
M25は実用試験の一環として朝鮮戦争で試験的に運用されたが、実際に実戦で使用されたかについては不明である。

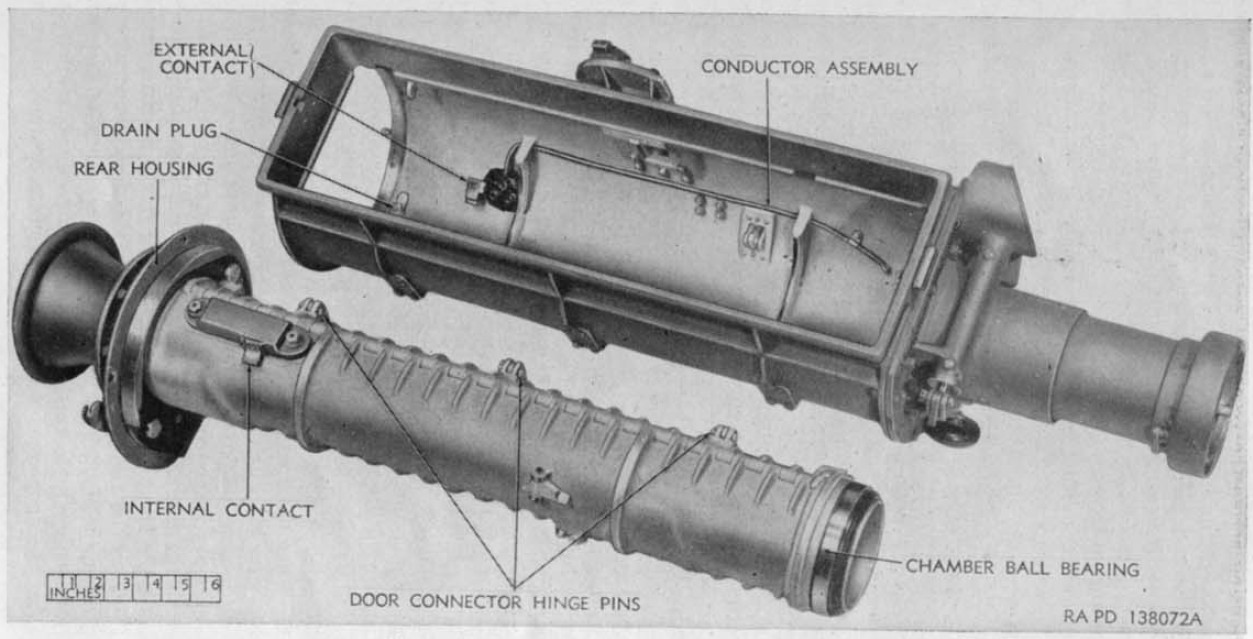
M25 装弾部
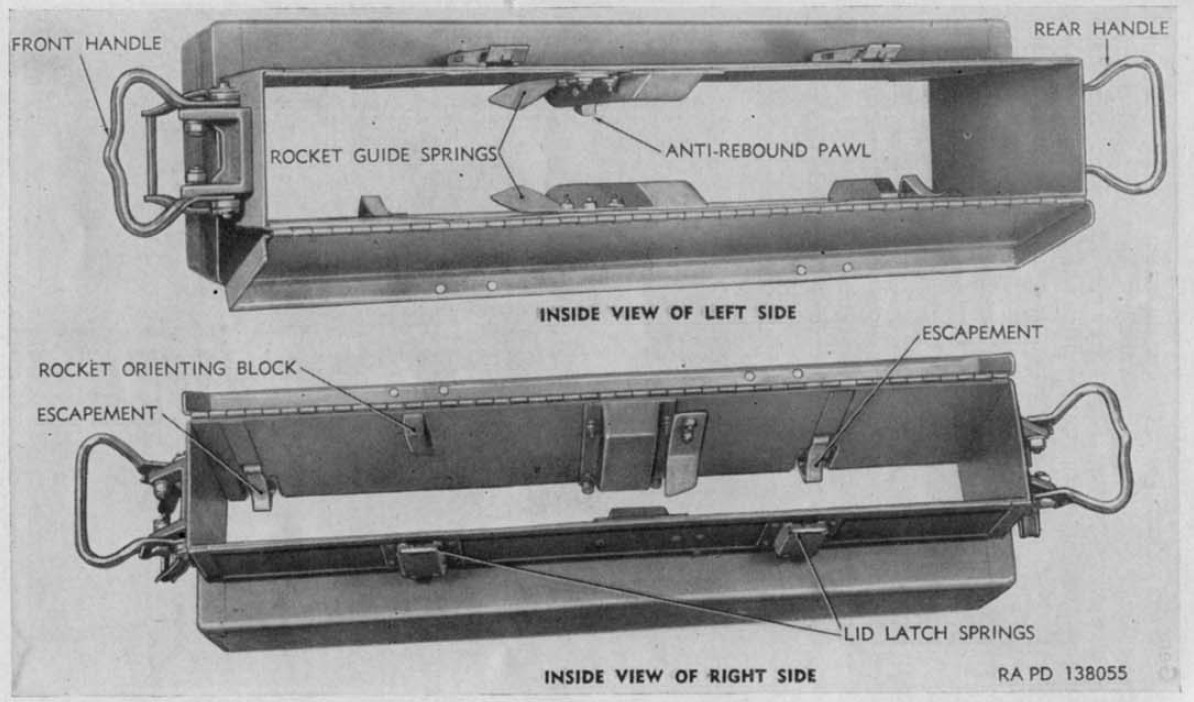
M25 弾倉

#### M24 対戦車地雷装置（M24 antitank mines）
“地雷”の名称だが、89mm（3.5inch）バズーカの対戦車ロケット弾を利用した対戦車トラップの一種で、M28ロケット弾、M134発射筒、M61発火装置、及びM2トラップワイヤーと射角調整装置で構成される。バズーカ用のロケット弾を単独で使い、ありあわせの電線と乾電池で遠隔発射するという運用方法は、M1が登場した時点ですでに存在していた。
トラップワイヤーを仕掛け、発射筒の射角を調整した後にロケット弾を装填、発火装置にロケット弾からの撃発ケーブルとトラップワイヤーを接続することによって設置される。目標となる車輌がトラップワイヤーを踏むか切断することにより、事前に調整された方向（発射筒の向けられている方向）にロケット弾が発射されて目標に向かって飛翔する。射程は約30mで、手動によって作動させることも可能である。
1961年から開発され、1968年11月に制式化された。約50,000セットが生産され、少数がベトナム戦争において特殊部隊によって使用された。1990年代には予備兵器とされ、以後は耐用年限が過ぎたものから順次処分されているが、2000年代でも少数がまだ保管されている他、アメリカの同盟国に供給されたものは装備が継続されている模様である。

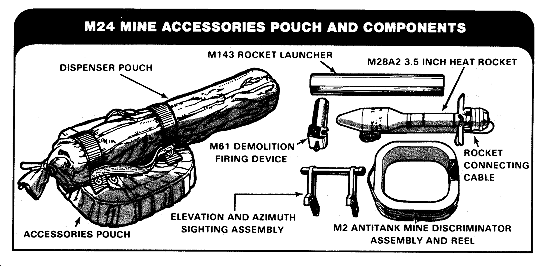
M24の構成部品
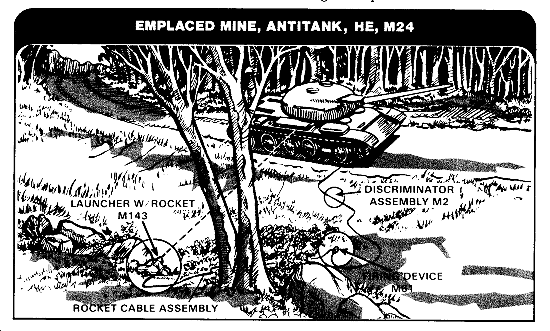
M24の使用方法の図解

### 3.5インチロケット弾 各種
M28 HEAT

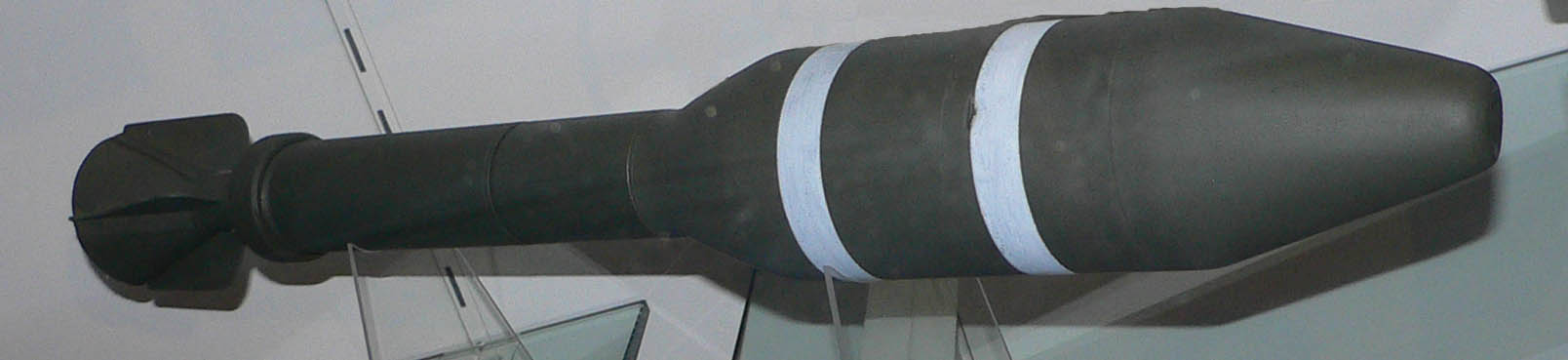
M29A2 訓練弾

- 全長：23.55 インチ(598.2 mm)
- 重量：9.0 ポンド(4.08 kg)
- 弾頭重量：4.54 ポンド(2.08 kg)
  - 炸薬量：1.88 ポンド(0.85 kg) コンポジションB 爆薬
  - 信管：M404 着発式瞬発信管

M28A1
M28の尾部安定翼の形状を変更した改良型。
M28A2
M20A1／M20B1A1の開発に伴って着火方式を変更した型。

M29 訓練弾

- 全長：23.55 インチ(598.2 mm)
- 重量：8.96 ポンド(2.06 kg)
- 弾頭重量：4.65 ポンド(2.11 kg)
  - 炸薬量：無炸薬
  - 信管：M405 訓練信管

M29A1
M29の尾部安定翼の形状をM28A1と同じものに変更した改良型。
M29A2
M20A1／M20B1A1の開発に伴って着火方式を変更した型。　　
※M29は推進剤を撤去して発火機能のない取り扱い訓練弾（ダミー弾）としても使用された。

T127E2
- 全長：23.55 インチ(598.2 mm)
- 重量：8.96 ポンド(4.06 kg)
- 弾頭重量：4.47 ポンド(2.23 kg)
  - 炸薬量：2.33 ポンド(1.06 kg) 白鱗発煙剤
  - 信管：M404 着発式瞬発信管

M30(T127E3)
M20A1／M20B1A1の開発に伴って着火方式を変更した型。

M35
信管を圧電素子型のM308に変更し、弾頭の形状と装薬（固体ロケット燃料）を改良した改良型。
新型信管により作動の確実性が向上した他、弾頭の装甲貫通力も約25％向上している。固体燃料の燃焼効率が向上し、低温下における性能低下と不発の可能性を大幅に減少し、飛翔速度も約30％向上している。
なお、これらの3.5インチロケット弾は、発射筒の着火方式が変更される前と後では互換性がなく、弾体からのコードを発射筒本体の電極端子に接続して用いるM20／M20B1用のロケット弾を、弾体の電極に発射筒の電極を直接触させる方式に変更されたM20A1／M20B1A1に用いることはできない。また、M35には着火用のコードが存在していないため、M20／M20B1に用いることはできない。
この他、T265の名称で、外寸3.5インチの内筒を介して用いる、弾体直径1.06インチ(27mm）の小型ロケット弾も開発された。これは4枚の安定翼を持つ小型のロケット弾で、実弾射撃訓練専門に用いられ、実弾射撃訓練のコストを削減すると共に、訓練用の弾薬消費が前線への弾薬供給に影響を与えることを懸念してのものであったが、実戦で使用する3.5インチロケット弾と同様の手順で弾体を装填することができないために訓練用として不適格と評価され、少数が使用されたのみに終わっている。

## ドイツ軍による模倣

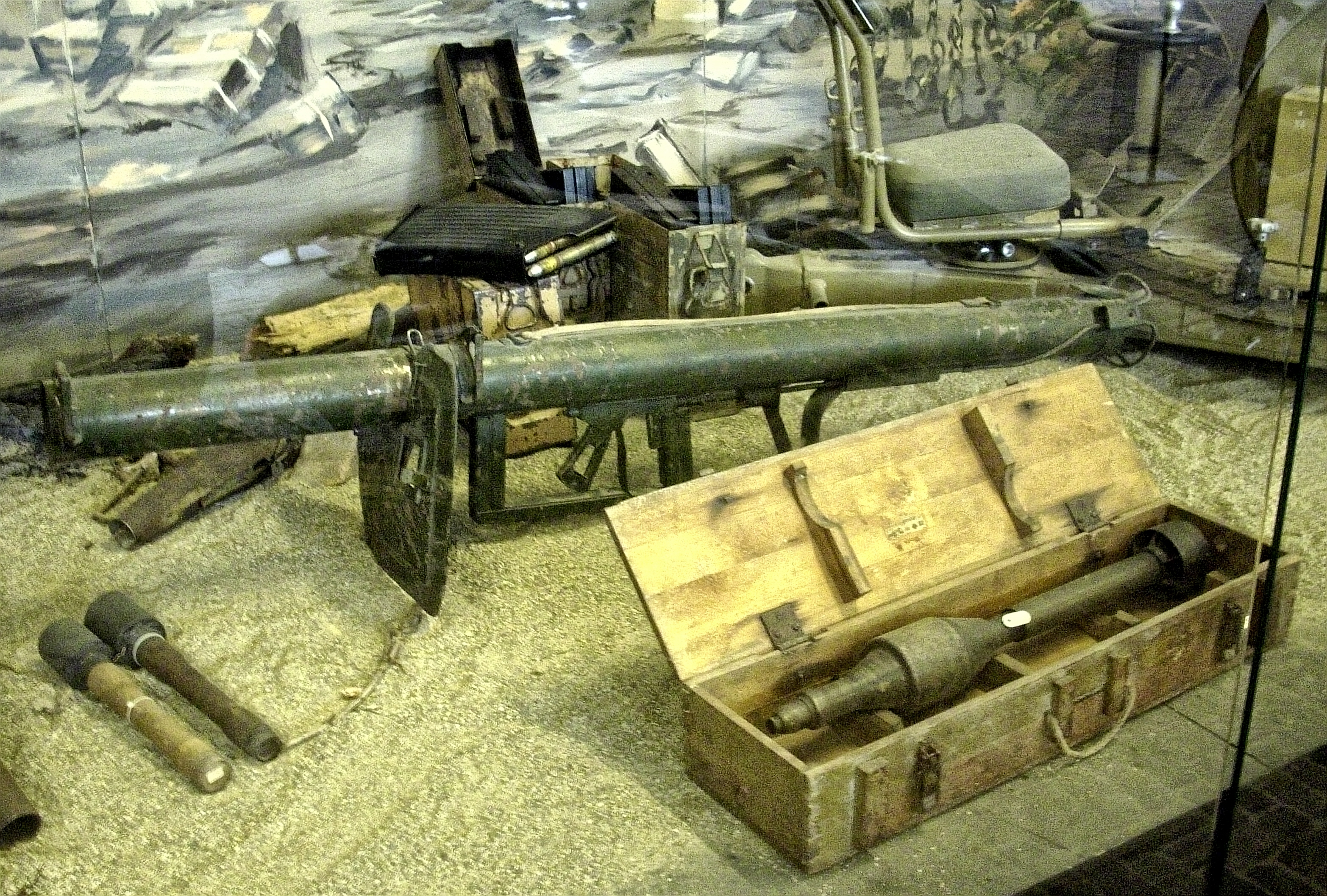
ドイツが鹵獲品を模倣し口径を拡大した“パンツァーシュレック”

ドイツ国防軍は北アフリカ戦線で鹵獲したM1バズーカと60mm対戦車ロケット弾を元に8.8cmロケット弾開発を行い、1943年にこのロケット弾を使用する対戦車兵器、Raketenpanzerbüchse　43/54、通称“パンツァーシュレック”（Panzerschreck：「戦車の脅威」の意）が開発・生産され、東部戦線ではT-34を撃破する威力をみせた。
また、同口径で基本設計の同じ8.8cmロケット弾を使う車輪付きの牽引式対戦車ロケット砲、8.8 cm Raketenwerfer 43（後にRaketenpanzerbüchse 43に改称）、通称“プップヒェン”（"Puppchen"＝お人形ちゃん、の意）も開発・生産された。
パンツァーシュレックとプップヒェンのロケット弾はM1バズーカよりも大型で、これらは成形炸薬弾の貫通力が口径に比例する法則の通り、口径60mmのM1バズーカより強力だった。なお、ドイツ軍の使用したもう一つの代表的な携帯式対戦車兵器であるパンツァーファウストはロケットランチャーではなく、無反動砲に分類される兵器で、バズーカとは発射原理が全く異なる火器である。

## 創作世界における「バズーカ」
世間一般におけるバズーカへの認識は、前述したような「特定の形式の携帯式対戦車ロケットランチャー」のことではなく、単に「携帯して射撃できる口径の大きい砲」の一般名称である場合が多い。そのためか漫画やアニメなどの創作世界では、バズーカと称される火器から発射されるものは無誘導ロケット弾に限らず、砲弾・ミサイル・ビームなど多岐にわたっている。
また、現実のバズーカは重量や運用思想、技術的問題などから単発単射式で、類似する携帯式対戦車ロケットランチャーも発射機使い捨て型と発射機再利用型に分かれるものの、みな単発単射式で、少なくとも現代までの現実世界においては連発連射式のものは開発段階で挫折を余儀なくされた。創作世界で使用されている架空のものは演出上、弾倉（ビームなどを使用しているものはエネルギーパックなどといった名称が設定される）を使用する、あるいはそれすらなしで連続発射が可能となっている場合が多い。また、重量面でも走りながら片手での保持射撃が可能なほど軽量化されており、発射時の反動や噴射炎による二次被害もあまり描写されない。

## 登場作品

### 映画
『7月4日に生まれて』
ベトナム戦争に派遣されたアメリカ海兵隊員がM20A1（もしくはM20A1B1）を携行する。
『オースティン・パワーズ：デラックス』
M20A1（もしくはM20A1B1）が登場。宿敵ドクター・イーブルを追って1969年にタイムトラベルした主人公オースティン・パワーズを襲った殺し屋のジョーが、投げナイフ、サブマシンガンでの銃撃をいずれも彼の仲間の女をオースティンが盾にしたことでことごとく失敗した末、女から「バズーカを使え」と言われて3度目に取り出した武器がM20である。しかし、なぜか中々死なない女を再び盾にしたオースティンによってロケット弾は女に命中し、爆発の拍子でオースティンを窓から落とすものの再び女を地面とのクッション同然に使われて転落死にならず、ため息をついてから再びサブマシンガンでの銃撃をやり直すという壮大なギャグシーンとなっている。
『ウインドトーカーズ』
クリスチャン・スレーター演じる"オックス"アンダーソン軍曹がサイパンの戦いのシーンでM1を使用。
『グリズリー』
M1がクライマックスで巨大グリズリーに対して使用される。登場するものは撮影用に製作されたレプリカであり、実物に比べると短く小型のものになっている。
作中では登場人物の一人がベトナム戦争に従軍し際に持ち帰っていたという説明がなされているが、実際のベトナム戦争でM1が使用されたという記録はなく、南ベトナム軍に対する供与兵器としてもM1は用いられていない。
『史上最大の作戦』
アメリカ軍上陸部隊および空挺部隊がM20を使用。
作品の舞台は第二次世界大戦なのでM20が登場することは時代的におかしいが、撮影用にM9を準備できなかったため、M20で代用されている。
『地球へ2千万マイル』（『金星怪獣イーマの襲撃』）
クライマックスのコロッセオでの戦闘で軍がイーマ攻撃に使用。M20が登場しているが、本来の形状と異なる防盾が装着されている。
『鉄路の戦い』
レジスタンスがドイツ軍の軍用列車攻撃に使用。
『パリは燃えているか』
自由フランス軍部隊がM9を使用。
『プライベート・ライアン』
M1A1が登場。物語中盤でマット・デイモン演じるライアン一等兵がSd Kfz 251 半装軌車を撃破するのに用いる他、クライマックスの市街戦でトム・サイズモア演じるホーヴァス軍曹が使用。ドイツ軍自走砲を撃破し、ティーガーI重戦車を攻撃するが、重装甲に弾かれる。
『ブラザーフッド』
韓国軍兵士がM20B1を使用。
『ポリス・ストーリー3』
麻薬王チャイバの手下がM1A1をタイ将軍の私設キャンプに対して撃ち込む。
『鷲は舞い降りた』
米軍レンジャー部隊がM20B1を使用。
作品の舞台は第二次大戦なのでM20が登場することは時代的におかしいが、M9の代用としての登場である。
『ワンス・アンド・フォーエバー』
冒頭のフランス軍とベトミンの戦闘でベトミンがM1A1を使用。

### テレビドラマ
『帰ってきたウルトラマン』
M20がMATの対怪獣用兵器、マットバズーカとしてしばしば登場する。
『シルバー仮面ジャイアント』
『帰ってきたウルトラマン』と同じ物と思われるジープ搭載のM20が、銀色に塗られて登場する。
『ザ・パシフィック』
M1A1が第5-7話のペリリューの戦いと第8話の硫黄島の戦いで登場。
『特攻野郎Aチーム』
シーズン3-5にM9（もしくはM9A1）およびM20が登場。
『バンド・オブ・ブラザース』
M1A1およびM9（もしくはM9A1）が登場。M1A1は第1話の訓練シーンと第3・4話に、M9は第10話に登場。対戦車兵器としての他、第10話では、道路上の障害物を爆破撤去するために爆薬を離れた位置から点火するために用いられる。
『プライベート・ソルジャー』
M9A1が登場。
『ラットパトロール』
M9（もしくはM9A1）およびM20が登場。

### 漫画・アニメ
『キューティーハニー』
アニメ版でパンサークロー団員が使用。OPで発砲するほか、本編でも使われている。
『シティーハンター』『エンジェル・ハート』
「C.H.」ではM20と思しき"バズーカ（砲）"が作中に度々登場。特に、主要登場人物である槇村香と海坊主（伊集院隼人）の使用火器として、作品を代表する武器の1つとなっている。
また、「A.H.」では設定が異なるが海坊主（こちらでは黒人ファルコン）が2本同時に担いでいたり、武器庫に保管されていたりRPG-7（ドラマ版）やアサルトライフル（アニメでは青龍部隊との戦闘で）と一緒に所持していたこともある。
『ネトゲの嫁は女の子じゃないと思った?』
作中（アニメ版では第5話）に登場する架空のFPS、『ULTRA FORCE』のゲーム内武器としてM1が登場。
『放課後アサルト×ガールズ』
第8話にてM9A1をハルカが使用し、機関銃座を粉砕している。第13話ではV号戦車パンターの履帯を破壊して到着を遅延させ、第16話ではV号戦車その物を撃破しているが、弾頭が尖頭型のM6A1であるからか、傾斜装甲で弾かれるなど、仕留めるのに4発を要しており、単行本第5巻表紙にて、ハルカの「私のせいじゃない! 弾が悪いんだ!」との跳弾に関する突っ込みが入れられている。

### ゲーム
『コール オブ デューティシリーズ』
『CoD:UO』
キャンペーン、マルチプレイでM9A1を使用可能。
『CoD2:BRO』
キャンペーンにM9A1が登場し、ドイツ軍の戦車やハーフトラックのほか、鉄条網を破壊する際に使用する。
『CoD3』
キャンペーン、マルチプレイでM9A1を使用可能。
『CoD:WaW』
キャンペーンにM9A1が登場し、日本軍の九七式中戦車 新砲塔チハを破壊する際に使用する。また、マルチプレイでも使用可能。

『バトルフィールドシリーズ』
『BF1942』
アメリカ軍・アメリカ海兵隊・イギリス軍・ソ連軍・カナダ軍の対戦車ロケット砲としてM1が登場する。
『BFV』
突撃兵の用いるガジェットとしてM1A1が登場。

『メダル・オブ・オナーシリーズ』
『メダル・オブ・オナー アライドアサルト』
M1が登場。
『メダル・オブ・オナー ライジングサン』
M9A1が登場。

### その他
バラエティ番組『天才・たけしの元気が出るテレビ!!』では、高田純次が寝ているタレントに向かってバズーカ（弾は出ないが、ある程度の炎や煙、音は出る）を撃って起こす「早朝バズーカ」という名物企画があった。
からめるの製作する動画、漫画内で、登場キャラクターがしばしば利用する。大抵の場合他のキャラクターに対する攻撃手段として使われる。